# K-pop
K-pop (abreviação de korean pop [música pop coreana ou música popular coreana] hangul: 케이팝; rr: ke-i-pap) é um gênero musical originado na Coreia do Sul, que se caracteriza por uma grande variedade de elementos audiovisuais. Embora designe todos os gêneros de "música popular" dentro da Coreia do Sul, o termo é usado mais frequentemente em um sentido mais restrito, para descrever uma forma moderna da música pop sul-coreana, que abrange estilos e gêneros incorporados do ocidente como pop, rock, jazz, hip hop, R&B, reggae, folk, country, além de suas raízes tradicionais de música coreana. O gênero surgiu com Seo Taiji and Boys, um dos primeiros grupos de K-pop e formado em 1992. Sua experimentação realizada com diferentes estilos de música "remodelou a cena musical da Coreia do Sul". Como resultado, a integração de elementos musicais estrangeiros tornou-se uma prática comum aos artistas de K-pop da atualidade.
O K-pop conquistou popularidade primeiramente no Leste da Ásia no final da década de 1990, e entrou no mercado de música japonês na virada do século XXI. No final dos anos 2000, cresceu de um gênero musical comum entre adolescentes e jovens adultos pertencentes ao Oriente e Sudeste da Ásia, para uma subcultura. Atualmente, com o advento dos serviços de redes sociais online, a atual disseminação global do K-pop e do entretenimento coreano, conhecidos como a Onda Coreana, podem ser vistos na América Latina, Índia, Norte da África, Oriente Médio e em outras partes do ocidente.
Em 2018, o K-pop experimentou um crescimento significativo e se tornou um 'power player', marcando um aumento de 17,9% no crescimento da receita. A partir de 2019, a música popular coreana está classificada em sexto lugar entre os dez principais mercados de música em todo o mundo, de acordo com o "Global Music Report 2019" da Federação Internacional da Indústria Fonográfica, com BTS e Blackpink citados como artistas que lideram o crescimento do mercado. Em 2020, o K-pop experimentou um ano recorde quando teve um crescimento de 44,8% e se posicionou como o principal mercado de crescimento mais rápido do ano.

## Características

### Conteúdo audiovisual
Embora o K-pop geralmente se refira a música popular sul-coreana, alguns consideram que seja um gênero abrangente, exibindo um vasto espectro de elementos musicais e visuais.  O Institut national de l’audiovisuel da França, define o K-pop como uma "fusão de música sintetizada, rotinas de dança afiadas e roupas coloridas e modernas". As canções consistem tipicamente em uma ou mais misturas de pop, rock, hip hop, R&B e gêneros de musica eletrônica.

### O treinamento sistemático dos artistas
As agências de gestão de artistas na Coreia do Sul oferecem contratos vinculativos para potenciais artistas, na maioria da vezes em uma idade jovem. Eles são conhecidos como trainees, e vivem juntos em um ambiente supervisionado, passando muitas horas diárias aprendendo sobre música, dança, línguas estrangeiras e outras habilidades de preparação para sua estreia. Este sistema de treinamento "robótico" é muitas vezes criticado pelos meios de comunicação ocidentais. Em 2012, o The Wall Street Journal informou que o custo de treinamento de um único idol da S.M. Entertainment custou em média US$ 3 milhões de dólares.

### Gênero híbrido e valores transnacionais

Volume de pesquisa para o K-pop desde 2008 de acordo com o Google Trends

O K-pop é um produto cultural que caracteriza "valores, identidade e significados que vão além de seu valor estritamente comercial". É caracterizada por uma mistura de sons ocidentais com elementos de performance asiática. Foi observado a existência de uma "visão de modernização" inerente à cultura pop coreana. Para alguns, os valores transnacionais do K-pop são os responsáveis por seu sucesso. Um comentarista da Universidade da Califórnia disse que "a cultura pop coreana contemporânea é construída sobre [...] fluxos transnacionais [...] que ocorrem além das fronteiras nacionais e institucionais". Alguns exemplos dos valores transnacionais inerentes ao K-pop que podem atrair pessoas de diferentes origens étnicas, nacionais e religiosas, incluem a dedicação a apresentação de idols em produções de alta qualidade, bem como sua ética de trabalho e comportamento social educado, tornando-se possível devido a seu período de formação.

### Divulgação
Muitas agências têm apresentado seus novos grupos de ídols para o público, através de "programas de estreia", que consiste em publicidade online e promoções em canais de televisão em oposição ao rádio. Os grupos recebem um nome e um "conceito". Ás vezes subunidades ou sub-grupos (units) são formados entre os membros existentes, como o Super Junior-M, que tornou-se um dos sub-grupos de K-pop mais vendidos na China.
A divulgação online inclui o lançamento de vídeos musicais no Youtube a fim de alcançar uma audiência mundial.Estes vídeos muitas vezes são precedidos por uma série de anúncios na forma de imagens e teasers. Os ciclos promocionais dos singles são chamados comummente de "comebacks", independente se o artista ou grupo estava em atividade anteriormente.

### Uso de frases em inglês
O K-pop moderno é marcado pelo uso de frases em inglês, para o escritor Jin Dal-yong, o seu uso pode ter sido influenciado pelos "americanos-coreanos e/ou coreanos que estudaram nos Estados Unidos, [que] tiraram o máximo proveito de sua fluência em inglês e em recursos culturais que não são encontrados comummente entre aqueles que foram criados e educados na Coreia". Em 1995, a porcentagem de títulos de canções em inglês que alcançaram as primeiras posições nas paradas musicais era de 8%. Este percentual variou em 30% em 2000, 18% em 2005 e 44% em 2010. Similarmente ao número crescente de grupos que usam nomes em inglês ao invés de coreanos. Isso permite que músicas e artistas sejam comercializados para um público mais amplo em todo o mundo. Um exemplo de canção coreana com uma grande quantidade de letras em inglês é "Jumping" do grupo Kara, que foi lançado ao mesmo tempo, tanto na Coreia do Sul como no Japão, com muito êxito. Cada vez mais, compositores e produtores estrangeiros são contratados para trabalhar em canções para idols, como will.i.am e Sean Garrett. Músicos como Akon, Kanye West, Ludacris e Snoop Dogg, também já participaram de canções de K-pop.
Entretanto, o uso do inglês não garantiu a popularidade do K-pop no mercado norte-americano. Para alguns comentaristas, a razão para isto é porque o gênero pode ser visto como uma apropriação ou uma versão destilada da música ocidental, tornando difícil para o K-pop encontrar aceitação nesses mercados. Além disso, o público ocidental tende a colocar ênfase na autenticidade e expressão individual da música, do qual o sistema de ídols pode ser visto como suprimido.

### Coreografia
As principais canções dos artistas são convencionalmente acompanhadas por coreografia, que inclui frequentemente um movimento de dança chave (conhecido como o "ponto" da dança), que combine com suas características ou a letra da canção. "Sorry Sorry" do Super Junior, "Abracadabra" do Brown Eyed Girls e "Scream" do Dreamcatcher são exemplos de canções com coreografia notável. Recentemente, coreógrafos internacionais bem conhecidos como Parris Goebel e Anthony Joseph Testa tem trabalhado com artistas como CL, BIGBANG e SHINee.

### Moda

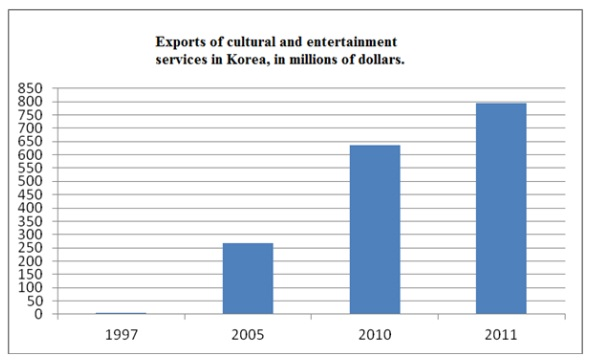
O Banco da Coreia atribuiu o rápido aumento das exportações culturais desde 1997, ao aumento da popularidade mundial do K-pop.

O K-pop possui uma influência significativa na moda da Ásia, onde as tendências iniciadas pelos idols são seguidas pelo público jovem. Alguns artistas se estabeleceram como ícones de moda como G-Dragon, Jennie, Kai e entre outros. 
Atualmente, existe uma preocupação sobre as tendências de beleza, como o clareamento da pele sendo popularizado pela indústria, o que tem sido alvo de críticas por seus padrões de beleza restritivos.

### Apoio governamental
O governo sul-coreano reconheceu benefícios para o setor de exportação do país como resultado da Onda Coreana (estima-se que em 2011, o aumento de US$ 100 dólares na exportação de produtos culturais tenham sido resultado do aumento de US$ 412 nas exportações de outros bens de consumo como alimentos, roupas, cosméticos e produtos de TI) e, por conseguinte tenham subsidiado alguns projetos. As iniciativas governamentais para expandir a popularidade do K-pop são realizadas principalmente pelo Ministério da Cultura, Esportes e Turismo, que é o responsável por criar os centros mundiais de cultura coreana. As embaixadas sul-coreanas e os consulados também organizaram concertos de K-pop fora do país, e o Ministério de Relações Exteriores convida regularmente fãs de K-pop estrangeiros a participarem do K-Pop World Festival no país.

## História

### Origens da música popular coreana
Desculpe, não reconheço formato
A história da música popular coreana pode ser traçada em torno de 1885, quando um missionário estadunidense, Henry Appenzeller, começou a ensinar canções folclóricas estadunidenses e britânicas em uma escola. Essas músicas eram chamadas em coreano de changga, e eram tipicamente baseadas em uma melodia popular ocidental porém cantadas com letras em coreano. Durante o domínio japonês no país (1910–1945), a popularidade das canções changga aumentou com os coreanos expressando seus sentimentos contra a opressão japonesa através da música. Uma das canções mais populares da época foi "Huimangga" (희망가, The Song of Hope). Contudo, os japoneses confiscaram as coleções de changga existentes e publicaram seus próprios livros com letras.
O primeiro álbum de pop coreano conhecido foi Yi Pungjin Sewol (This Tumultuous Time), de Park Chae-seon e Lee Ryu-saek datado de 1925, que continha canções populares traduzidas do japonês. A primeira canção pop escrita por um compositor coreano é considerada a "Nakhwayusu" (낙화유수, Fallen Blossoms on Running Water) por Lee Jeong-suk em 1929. Em meados da década de 1920, o compositor japonês Masao Koga misturou a música tradicional coreana com música gospel que foi introduzida pelos evangelistas estadunidenses na década de 1870. Este tipo de música ficou conhecido como enka no Japão e mais tarde na Coreia como trot (coreano: "트로트").

### 1940–1960: Chegada da cultura ocidental
Depois que a península coreana foi dividida entre Norte e Sul após sua libertação da dominação japonesa em 1945, a cultura ocidental foi introduzida no país em pequena escala, com bares de estilo ocidental e clubes tocando música ocidental. Após a Guerra da Coreia (1950–53), tropas estadunidenses permaneceram na Coreia do Sul para sua proteção. Com a presença contínua das forças armadas estadunidenses durante esse período, tanto a sua cultura como a mundial espalharam-se pelo país e a música ocidental gradualmente se tornou mais aceita.

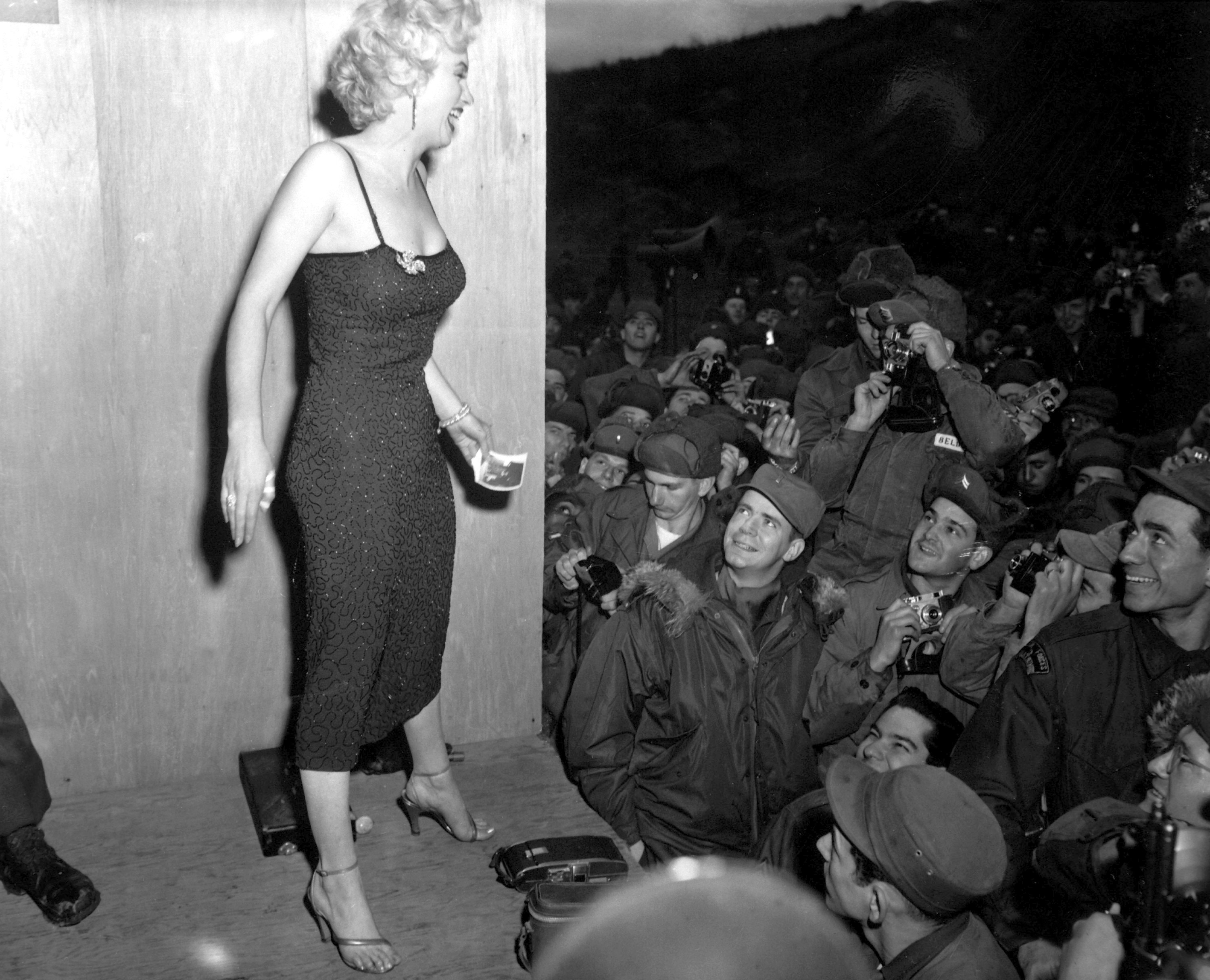
Marilyn Monroe entretendo soldados estadunidenses na Coreia do Sul em 1954.

O United Service Organizations fez o possível para que diversas figuras proeminentes do entretenimento estadunidense da época, como Marilyn Monroe e Louis Armstrong, visitassem os soldados situados na Coreia do Sul. Estas visitas despertaram a atenção do público sul-coreano. Em 1957, a rede de rádio das forças armadas estadunidenses iniciou a sua transmissão, disseminando a popularidade da música ocidental. Sua música começou a influenciar a música sul-coreana, como a escala pentatônica sendo gradualmente substituída pelo hexacorde e com as canções populares passando a ser modeladas após isso.
Na década de 1960, com o desenvolvimento de gravações em LP e melhorias na tecnologia de gravação, possibilitou-se a busca por diversos tons de voz. Muitos cantores cantaram para as tropas estadunidenses, geralmente em clubes exclusivos. Eles apresentavam diversos gêneros musicais como country, blues, jazz e rock & roll. A economia sul-coreana começou a florescer e a música popular seguiu essa tendência, disseminada pelas primeiras estações de rádio comerciais do país. O cinema também começou a desenvolver-se e os músicos sul-coreanos passaram a se apresentar para um público cada vez mais amplo.
Quando a Beatlemania chegou a costa da Coreia do Sul, as primeiras bandas de rock locais surgiram, a primeira das quais é dita ser a Add4, formada em 1962. O primeiro concurso de talentos para bandas de rock em Seul foi organizado em 1968. Além do rock e do pop, as músicas trot continuaram populares. Alguns cantores sul-coreanos conquistaram popularidade internacional: The Kim Sisters, Yoon Bok-hee e Patti Kim foram os primeiros cantores a estrearem em países como o Vietnã e Estados Unidos. The Kim Sisters tornou-se o primeiro grupo coreano a lançar um álbum nos Estados Unidos, apresentando-se em Las Vegas e realizando diversas aparições no programa de televisão de Ed Sullivan. Além disso, a canção de 1961 de Han Myeong Suk intitulada "The Boy in The Yellow Shirt", recebeu uma versão cover da cantora francesa Yvette Giraud e também tornou-se popular no Japão.

### 1970: InfluênciasHippieefolk
No final da década de 1960 a música pop coreana sofreu outra transformação. Cada vez mais, músicos tornaram-se estudantes universitários e graduados, estes foram influenciados fortemente pela cultura estadunidense e seu estilo de vida (incluindo o movimento hippie), produzindo música alegre ao contrário de seus antecessores, que foram influenciados pela guerra e a opressão japonesa. A geração mais jovem se opôs à Guerra do Vietnã tanto quanto os hippies estadunidenses o fizeram, o que resultou no governo sul-coreano proibindo canções com letras mais liberais. Apesar disso, a influência popular do folk apreciado entre os mais jovens, fez com que o canal de televisão MBC, organizasse um concurso musical para estudantes universitários em 1977, sendo a base de diversos outros festivais de música moderna.
Um dos principais artistas da época foi o cantor Han Dae-soo, que foi criado nos Estados Unidos e influenciado por artistas como Bob Dylan, Leonard Cohen e John Lennon. Sua canção "Mul jom juso" (물 좀 주소, Give Me Water) , tornou-se icônica entre os jovens da Coreia do Sul. Suas apresentações consideradas ousadas e o estilo único de cantar, frequentemente chocaram o público e mais tarde, o mesmo foi proibido de se apresentar no país. Han mudou-se para a cidade de Nova York e prosseguiu com sua carreira musical, só retornando a seu país de origem nos anos de 1990. Outros cantores notáveis do período incluem Song Chang-sik, Young Nam-cho e Hee Eun-yang, além disso, nessa mesma época os DJs começaram a tornarem-se populares.

### 1980: A era das baladas
A década de 1980 viu a ascensão de cantores de balada após o álbum You’re Too Far Away to Get Close to (가까이 하기엔 너무 먼 당신, Gakkai Hagien Neomu Meon Dangsin) de Lee Gwang-jo em 1985 vender mais de 300 000 cópias. Outros cantores populares de balada incluíram Lee Moon-sae (이문세) e Byun Jin-seob (변진섭), apelidado de "O príncipe das baladas". Um dos compositores do gênero mais procurados da época foi Lee Young-hoon (이영훈), cujas músicas foram compiladas em um musical moderno em 2011, intitulado Gwanghwamun Yeonga (광화문 연가, Gwanghwamun's Song).
O The Asia Music Forum foi um evento lançado em 1980, com representantes de cinco países asiáticos diferentes competindo. O cantor coreano Cho Yong-pil venceu o primeiro lugar e passou a ter uma carreira de sucesso, se apresentando em Hong Kong e no Japão. Seu primeiro álbum Chang bakkui yeoja (창 밖의 여자, Woman outside the window), tornou-se um sucesso comercial o levando a ser o primeiro cantor sul-coreano a subir no palco do Carnegie Hall em Nova York. Seu repertório musical incluiu rock, dance, trot e folk pop.

### 1990: Desenvolvimento do K-pop moderno

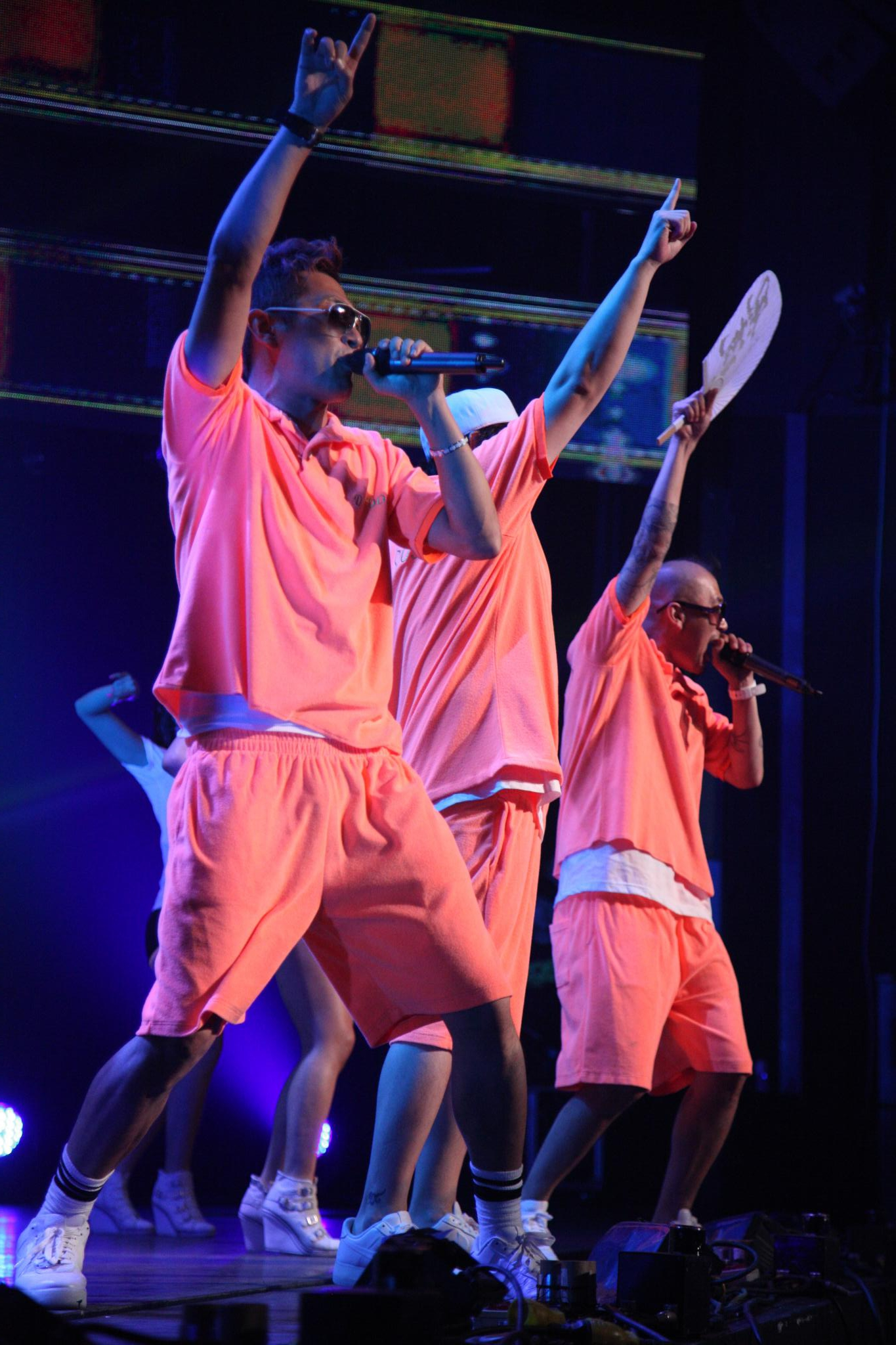
DJ Doc, um dos trios de hip hop mais populares da década de 1990.

Na década de 1990, os artistas pop do país incorporaram em sua música, os estilos de música estadunidenses populares como rap, rock e techno. Em 1992, o surgimento do grupo Seo Taiji and Boys, marcou um momento revolucionário na história da música pop sul-coreana. Eles estrearam em um programa de talentos da MBC, com sua canção "Nan Arayo" (난 알아요, I Know) e obtiveram a classificação mais baixa do júri. No entanto, a música e o álbum homônimo tornaram-se tão bem-sucedidos, que abriram caminho para o lançamento de canções do mesmo formato. O sucesso da canção, foi atribuído as batidas inspiradas no gênero new jack swing e seu refrão marcante, bem como a introdução de letras inovadoras que lidou com os problemas da sociedade sul-coreana. Posteriormente, seus passos foram seguidos por diversos artistas de hip hop e R&B como Yoo Seung-jun, Jinusean, Deux, 1TYM e Drunken Tiger.
Em 1995, o produtor musical e cantor Lee Soo-man fundou a empresa de entretenimento, S.M. Entertainment. Em 1996, o ex-integrante do Seo Taiji & Boys, Yang Hyun-suk, fundou a YG Entertainment, assim como o também cantor Park Jin-young, que por sua vez fundou a JYP Entertainment em 1997.
Inspirados em Seo Taiji and Boys, diversos grupos de idols foram formados neste período, a fim de suprir a demanda crescente vindo do público adolescente. O grupo H.O.T. foi um dos primeiros grupos idol masculinos lançados, com estreia em 1996. Seu êxito foi seguido pelo surgimento de grupos como Sechs Kies, S.E.S., Fin.K.L, NRG, Baby V.O.X., Diva, Shinhwa e g.o.d. A década de 1990 também tornou-se um período de sucesso para clubes de música underground e bandas de punk rock como Crying Nut.
A crise financeira asiática de 1997, levou os artistas sul-coreanos a buscarem novos mercados: com o H.O.T lançando um álbum em  mandarim e Diva um álbum em inglês em Taiwan.

### Anos 2000–presente: Ascensão da onda coreana

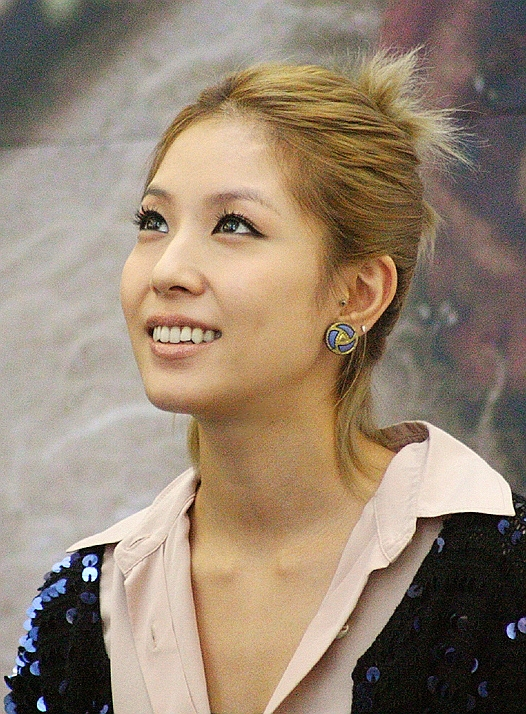
BoA, uma das principais expoentes da chamada onda coreana.

Durante o início dos anos 2000, grupos idols que haviam experimentado um intenso sucesso na década de 1990, estavam em declínio. O grupo H.O.T. encerrou suas atividades em 2001, enquanto outros grupos como Sechs Kies, S.E.S., Fin.K.L, Shinhwa e g.o.d, tornaram-se inativos nos anos seguintes. Contudo, idols do K-pop começaram a receber popularidade de outras partes da Ásia como o grupo Baby V.O.X., que em 2002 tornou-se popular em muitos países asiáticos, após a canção "Coincidence" ser lançada e promovida durante a Copa do Mundo na Coreia do Sul, e em 2003, ao alcançar o primeiro lugar nas paradas de música chinesas com a canção "I'm Still Loving You", sendo o primeiro grupo ídol a fazê-lo. Neste período de início do século XXI, cantores solo como BoA e Rain foram lançados e destacaram-se em popularidade, com a primeira tornando-se a primeira artista do país a alcançar o primeiro lugar na parada da Oricon no Japão e o segundo, realizando um concerto para uma audiência de 40.000 pessoas em Pequim na China. No entanto, os êxitos dos grupos TVXQ e SS501, após suas estreias em 2003 e 2005, respectivamente, marcaram o ressurgimento de grupos de idols no entretenimento sul-coreano e o crescimento do K-pop como parte da Hallyu, que refere-se a popularidade da cultura sul-coreana em outros países. O grupo TVXQ destacou-se ainda pelo surgimento de boy bands no Japão. Em 2008 a canção "Purple Line" tornou-os a primeira boy band estrangeira e o segundo artista após BoA, a conquistar o primeiro lugar na parada da Oricon.
O nascimento da chamada segunda geração do K-pop, foi seguido pelas estreias bem sucedidas de Super Junior (2005) que tornaram-se o primeiro artista sul-coreano a vencer no Teen Choice Awards; BIGBANG (2006) que tornaram-se o primeiro artista sul-coreano a vencer no Europe Music Awards,
a entrar na parada Billboard 200 e possuir a maior turnê mundial já realizada por um artista sul-coreano; Wonder Girls (2007) que entraram na parada Billboard Hot 100; Girls' Generation (2007) que receberam o prêmio de Vídeo do Ano no YouTube Music Awards, Kara (2007) e 2NE1 (2009) com o álbum "CRUSH" quebrando o recorde de álbum de K-pop com a melhor 1ª semana de vendas no chart "Billboard 200", ficando na posição #61, a maior alcançada por um artista do gênero. O desenvolvimento das mídias sociais online tem sido uma ferramenta vital para a indústria de música coreana atingir um público mais amplo, auxiliando o K-pop a realizar aparições cada vez maiores em paradas ocidentais como a Billboard.
Desde meados dos anos 2000, uma enorme porção do mercado de música do Leste Asiático tem sido dominada pelo K-pop. Em 2008, as exportações culturais da Coreia do Sul (incluindo dramas televisivos e jogos de computador) aumentaram para US$ 2 bilhões, mantendo uma taxa de crescimento anual de mais de 10%. Naquele ano, o Japão representou quase 68% de todas as receitas de exportação do K-pop, à frente da China (11,2%) e dos Estados Unidos (2,1%).
Em outros lugares do mundo, o gênero rapidamente cresceu em popularidade, especialmente após o vídeo musical de "Gangnam Style" do rapper Psy, conquistar o feito de ser o primeiro vídeo do YouTube a atingir um bilhão de visualizações, alcançando uma cobertura generalizada na mídia convencional. Em março de 2017, o vídeo atingiu a marca de 2,8 bilhões de visualizações. Apesar das diversas tentativas realizadas pelas empresas de entretenimento (com idols como BoA, Wonder Girls,  Seven e CL lançando singles em inglês), os mesmos não conseguiram atingir êxito global.
Como parte da onda coreana, o K-pop foi abraçado pelo governo sul-coreano como uma ferramenta de poder de persuasão, particularmente aos jovens do exterior. Em 2014, o The Economist apelidou a cultura pop coreana de "líder de tendências da Ásia".

### Século 21: Ascensão deHallyu
A crescente popularidade do K-pop faz parte da Hallyu , ou a Onda Coreana: a popularidade da cultura sul-coreana em outros países.  O K-pop está cada vez mais fazendo aparições nas paradas ocidentais, como a Billboard.  O desenvolvimento da mídia social online tem sido uma ferramenta vital para a indústria musical coreana alcançar um público mais amplo.  Como parte da onda coreana, o K-pop foi adotado pelo governo sul-coreano como uma ferramenta para projetar o poder brando da Coreia do Sul no exterior, particularmente para jovens estrangeiros.  Em agosto de 2014, a proeminente revista britânica The Economistapelidado cultura pop coreana "principal criador de tendências da Ásia." 
No início do século 21, o mercado de K-pop caiu e os primeiros grupos de ídolos de K-pop que tiveram sucesso nos anos 90 estavam em declínio. HOT se desfez em 2001, enquanto outros grupos como Sechs Kies, SES, Fin.KL, Shinhwa e god ficaram inativos em 2005. Cantores solo como BoA e Rain cresceram em sucesso. No entanto, o sucesso da boy band TVXQ após sua estreia em 2003 marcou o ressurgimento de grupos ídolos para o entretenimento coreano e o crescimento do K-pop como parte do Hallyu . O nascimento da segunda geração do K-pop foi seguido com as estreias de sucesso de SS501 (2005), Super Junior (2005), Big Bang (2006), Wonder Girls(2007), Girls' Generation (2007), Kara (2007), Shinee (2008), 2NE1 (2009), 4Minute (2009), T-ara (2009), f(x) (2009) e After School (2009).
Durante o início do século 21, os ídolos do K-pop começaram a receber sucesso em outros lugares da Ásia: em 2002, o single "Coincidence" de Baby Vox (coreano:  우연 ; RR :  uyeon ) tornou-se popular em muitos países asiáticos depois que foi lançado e promovido durante a Copa do Mundo na Coreia do Sul. BoA se tornou a primeira cantora de K-pop a alcançar o primeiro lugar na parada de música japonesa da Oricon  e logo depois, Rain teve um show esgotado para um público de 40 000 fãs em Pequim.  Em 2003, Baby Vox liderou as paradas musicais chinesas com seu single chinês "I'm Still Loving You" de seu terceiro álbum Devotion, o primeiro grupo de ídolos a fazer isso, criando uma enorme base de fãs na China. Eles também figuraram em várias paradas musicais na Tailândia. TVXQ marcou a ascensão de boy bands de K-pop no Japão. Em 2008, seu single " Purple Line " fez do TVXQ a primeira boy band estrangeira e o segundo artista coreano depois de BoA a liderar a parada musical da Oricon.
Desde meados dos anos 2000, uma grande parte do mercado de música do Leste Asiático tem sido dominada pelo K-pop.  Em 2008, as exportações culturais da Coreia do Sul (incluindo dramas de televisão e jogos de computador) subiram para US$ 2 bilhões, mantendo uma taxa de crescimento anual de mais de 10%.  Naquele ano, o Japão foi responsável por quase 68% de todas as receitas de exportação de K-pop, à frente da China (11,2%) e dos Estados Unidos (2,1%).  A venda de ingressos para shows provou ser um negócio lucrativo; A Tohoshinki Live Tour do TVXQ no Japão vendeu mais de 850 000 ingressos a um custo médio de US$ 109 cada, gerando um total de US$ 92,6 milhões em receitas. 
Em outras partes do mundo, o gênero cresceu rapidamente em sucesso, especialmente depois que o videoclipe "Gangnam Style" de Psy foi o primeiro vídeo do YouTube a atingir um bilhão de visualizações, alcançando ampla cobertura na mídia convencional.  Em dezembro de 2020, o vídeo tinha 3,9 bilhões de visualizações.  Várias tentativas fracassadas foram feitas por empresas de entretenimento para entrar no mercado de língua inglesa, incluindo BoA, Wonder Girls, Girls' Generation e CL. BTS ganhou Top Social Artist no Billboard Music Awards de 2017 em 2017, tornando-os o primeiro grupo de K-pop a ganhar um BBMA.  Sua performance da música "DNA" no American Music Awards, a primeira apresentação do AMA por um grupo de K-pop, também levou a música ao número 67 na Billboard Hot 100.  No ano seguinte, BTS se tornou o primeiro grupo de K-pop a alcançar o número 1 na Billboard 200 com Love Yourself: Tear.

## Indústria

### Agências
O K-pop gerou uma indústria completa que abrange a residência de produção musical, empresas de gestão de eventos, distribuidores de música e outros fornecedores de mercadorias e serviços. As três maiores empresas em termos de vendas e receita são a S.M. Entertainment, YG Entertainment e JYP Entertainment, muitas vezes referidos como Big Three. Estas gravadoras também funcionam como agências de representação de seus artistas. Eles são responsáveis pelo recrutamento, financiamento, treinamento e promoção de novos artistas, bem como a gestão de suas atividades musicais e relações públicas. Atualmente, a agência com a maior participação de mercado é a S.M. Entertainment. Em 2011, juntamente com a Star J Entertainment, AM Entertainment e Key East, as agências da Big 3 fundaram a companhia de gestão conjunta United Asia Management.
| Ano de fundação | Gravadora          | 2008 | 2010 | 2011 | 2012 | 2013  | 2014  | 2015  | 2016  | Fonte  |
| --------------- | ------------------ | ---- | ---- | ---- | ---- | ----- | ----- | ----- | ----- | ------ |
| 1995            | S.M. Entertainment | 42.5 | 87.1 | 129  | 241  | 268   | 286.9 | 280   | 313   | [ 87 ] |
| 1996            | YG Entertainment   |      | 51.8 | 70.3 | 96.9 | 116.6 | 156.3 | 170   | 286.4 | [ 88 ] |
| 1997            | JYP Entertainment  | 3.1  | 9.1  | 17.8 | 13.5 | 21.4  | 48.5  | 50.56 | 69.5  | [ 89 ] |

### Vendas e valor de mercado
Em 2009, a DFSB Kollective tornou-se a primeira empresa distribuidora de K-pop no iTunes. Em 2011, um número de 1 100 álbuns foram lançados na Coreia do Sul. O gênero de hip hop foi o que possuiu a maior representação com um total de dois terços do total de álbuns. Um terço deles, eram de uma variedade de outros gêneros, incluindo rock, folk moderno e crossover.
Em 2012, o custo médio de obtenção de uma música K-pop na Coreia do Sul foi de US$ 0,10 para um único download, e de US$ 0,002 quando transmitido online. No primeiro semestre do ano, de acordo com a Billboard, a indústria musical sul-coreana arrecadou cerca de US$ 3,4 bilhões - um aumento de 27,8% em relação ao ano anterior - e foi reconhecida pela revista Time como "a maior exportação da Coreia do Sul".

### Gráficos de registro
As paradas de discos coreanas incluem o Gaon Digital Chart e o Billboard K-pop Hot 100. Alguns discos de K-pop apareceram na Oricon Albums Chart do Japão e na Billboard Hot 100 dos Estados Unidos.
Em 2009, a cantora Hwangbo entrou na indústria da música europeia por um curto período quando lançou o single R2song, alcançando o primeiro lugar no maior site de dance music do mundo JunoDowload, fazendo sucesso no Reino Unido, Europa e Coreia; tornando-se o primeiro artista asiático a alcançá-lo.
Em maio de 2014, Exo se tornou o terceiro ato de K-pop a entrar na Billboard 200 naquele ano após 2NE1 , Girls' Generation e Wonder Girls foram o primeiro ato de K-Pop a entrar na Billboard 200. 
Em outubro de 2016, o álbum do BTS , Wings , se tornou o primeiro álbum coreano a figurar nas paradas de álbuns do Reino Unido, alcançando a posição 62, e o álbum de K-pop mais vendido e de maior sucesso na Billboard 200.  Em fevereiro de 2017, BTS conseguiu seu quarto álbum You Never Walk Alone em #61 na Billboard 200.  Em setembro de 2017, BTS alcançou a posição #14 nas paradas de álbuns do Reino Unido com seu novo álbum, Love Yourself: Her . Love Yourself: Tear estreou no número um na Billboard 200 dos EUA com 135 000 unidades equivalentes a álbuns (incluindo 100 000 vendas de álbuns puros), tornando-se o álbum mais bem sucedido do BTS e o primeiro número um nos EUA, o primeiro álbum de K-pop a liderar a parada de álbuns dos EUA e o álbum mais bem sucedido de um artista asiático. "Fake Love" alcançou o número dez na Billboard Hot 100 na mesma semana, tornando-se a música de maior alcance da banda no gráfico, bem como a primeira entre os dez primeiros. No geral, apenas vinte músicas não inglesas chegaram ao top dez, com "Fake Love" sendo a primeira de um grupo de K-Pop. O single também estreou no número sete no Billboard 's Streaming Songsgráfico com 27,4 milhões de streams conquistados na semana que terminou em 24 de maio, dando ao grupo seu primeiro top dez no gráfico e tornando "Fake Love" a primeira música de K-pop a chegar ao top dez desde o feito "Hangover" de Psy. Snoop Dogg em 2014. Em agosto de 2020, sua música " Dynamite " liderou a Billboard Hot 100 em sua semana de abertura, tornando-se o primeiro single número um do grupo nos EUA e sua quarta entrada no top 10. BTS se tornou o primeiro ato de K-pop na história do Hot 100 a estrear no número um. 
Em junho de 2018, o grupo feminino da YG Entertainment, Blackpink , se tornou o primeiro grupo feminino de K-pop a chegar ao top 50 da parada de álbuns da Billboard 200; seu primeiro mini álbum SQUARE UP estreou em 40º lugar. um grupo feminino de K-pop.  Desde então, eles bateram seu próprio recorde com Ice Cream chegando ao 13º lugar na Billboard Hot 100.
Em 2023 o mini-álbum “Drama” do grupo Aespa estreou na 33ª posição na Billboard 200, tornando-se o quarto álbum a entrar nas parada fazendo com que o grupo se tornasse o grupo feminino de K-pop mais rápido da história a marcar quatro álbuns no top 40 da Billboard 200.
Em agosto de 2021, o grupo Stray Kids lançou seu segundo álbum de estúdio, ‘No Easy’, que vendeu mais de um milhão de copias em todo o mundo, tornando-os o primeiro artista da JYP Entertainment a fazê-lo. Em 10 de Agosto de 2023, o Circle (chart coreano de vendas de álbuns) revelou que o grupo Stray Kids recebeu a certificação de quíntuplo milhão, pelas 5 milhões de vendas acumuladas com o álbum “★★★★★(5-Star)”, lançado em junho de 2023 sendo o primeiro artista na história da JYP Entertainment a conseguir esse número de vendas com um único álbum. Também em 2023, Stray Kids estreou em primeiro lugar na parada dos 200 melhores álbuns com “ROCK-STAR”, sendo o quarto álbum consecutivo do grupo a ser lançado no topo da parada após “ODDINARY”, “MAXIDENT” e “★★★★★ (5 STARS)”, tornando o Stray kids o primeiro artista de K-pop a entrar na Billboard 200 quatro vezes consecutivas no primeiro lugar do ranking. Em 14 de Dezembro de 2023, o trio 3RACHA, composto por Bang Chan, Changbin e Han, membros dos Stray Kids, ganhou o prêmio de melhor criador (Best Creator Award) no AAA (Asia Artist Awards).

### Sistema detrainees
Por convenção no K-pop moderno, os trainees passam por um sistema de treinamento rigoroso por um período de tempo indeterminado antes de sua estreia. Este método foi popularizado por Lee Soo-man, fundador de S.M. Entertainment, como parte de um conceito rotulado como "tecnologia cultural". O The Verge descreveu este sistema de gestão de artistas como "extremo". De acordo com o CEO da filial do Sudeste Asiático da Universal Music, o sistema de trainee de idol coreano é único no mundo.
Por causa do período de treinamento, que pode durar por muitos anos, e a quantidade significativa de investimentos que as agências colocam em seus trainees, a indústria é muito séria sobre o lançamento de novos artistas. Os trainees podem entrar em uma agência através de audições ou serem recrutados, e uma vez que são selecionados, são lhes dadas acomodação e aulas (geralmente de canto, dança, rap e línguas estrangeiras como mandarim, inglês e japonês), enquanto se preparam para a estreia. Os jovens trainees às vezes frequentam a escola ao mesmo tempo. Além disso, não há limite de idade para se tornar um trainee e não há limite de duração de tempo que esse período pode levar.

### Paradas musicais
A parada musical oficial da Coreia do Sul é o Gaon Chart  desde o ano de 2010. Em 2011, a Billboard criou a parada Korea K-Pop Hot 100 através da Billboard Korea, porém a mesma foi descontinuada em 2014. Através do crescimento internacional do K-pop, trabalhos de alguns artistas já posicionaram-se na Billboard Hot 100 dos Estados Unidos, além de destacarem-se em outras paradas da mesma. Há alguns anos, suas canções e álbuns, também entram nas paradas da Oricon no Japão.

### Televisão
A indústria da música coreana gerou vários reality shows de TV relacionados, incluindo shows de talentos como Superstar K e K-pop Star, competição de rap especializada Show Me the Money e sua contraparte feminina Unpretty Rapstar , e muitos shows de 'sobrevivência', que geralmente colocam trainees uns contra os outros para formar um novo grupo ídolo. Exemplos de programas de sobrevivência incluem MyDOL da Jellyfish Entertainment , que formou o grupo masculino VIXX;  WIN da YG Entertainment : Who Is Next , que formou o grupo de garotos Winner; MIX&MATCH , que formou o iKon ; Sixteen da JYP Entertainment , que formou o girl group Twice; No.Mercy da Starship Entertainment, que formou o grupo masculino Monsta X ; o Pentagon Maker da Cube Entertainment , que formou a boy band Pentagon; Mnet 's Produce 101, que formou os grupos femininos IOI e Iz*One , e o grupo masculino Wanna One e X1 (banda);  Finding Momo Land , da Duble Kick Entertainment, que formou o girl group Momoland ; Mnet 's Idol School , que formou o grupo feminino Fromis 9; Belift Lab's I-Land , que formou a Enhypen; e mais recentemente, My Teenage Girl da MBC , que formou o grupo feminino Classy. O aumento desses programas, que geralmente envolve agências maiores contratando estagiários de agências menores em grupos de projetos e recebendo uma parcela maior das receitas, levou a críticas sobre o monopólio da indústria.

### Críticas às práticas da indústria

#### Corrupção
Em 2002, a revista Time informou que produtores de televisão coreanos como Hwang Yong-woo e Kim Jong-jin foram presos por "aceitar pagamentos por baixo da mesa garantindo aparições na TV para aspirantes a cantores e músicos" em uma tentativa de combater "corrupção sistêmica no negócio da música da Coreia do Sul." As empresas investigadas incluem SidusHQ e SM Entertainment . 

#### Exploração e más condições de vida
As empresas de gerenciamento de K-pop também foram criticadas pela exploração de ídolos por meio de excesso de trabalho e contratos restritivos, descritos como " contratos de escravos " em uma reportagem da BBC. De acordo com o The Hollywood Reporter, "o negócio de entretenimento da Coreia é notoriamente improvisado e não regulamentado. Estrelas do K-pop sob demanda - muitas das quais são 'ídolos' adolescentes - são conhecidas por ensaiar e se apresentar sem dormir". 
Em julho de 2009, a SM Entertainment foi levada ao tribunal pelo TVXQ e um membro do Super Junior, que alegou que suas condições de trabalho levaram a efeitos adversos à saúde.  A decisão do tribunal no processo do TVXQ determinou a nulidade do contrato com a SM Entertainment e, consequentemente, a Comissão de Comércio Justo lançou modelos de contrato para regular as condições da indústria. 
Em 2014, a Coreia do Sul aprovou uma lei para regular sua indústria musical, protegendo os ídolos com menos de 19 anos de práticas trabalhistas insalubres e performances abertamente sexualizadas  e garantindo a eles "os direitos básicos de aprender, descansar e dormir".  O descumprimento desses regulamentos pode resultar em multa equivalente a US$ 10.000. 
Profissionais da indústria, como o CEO da SM Entertainment, Kim Young-min, defenderam o sistema, argumentando que os indivíduos treinados dentro do sistema “não são diferentes de crianças típicas do ensino fundamental ou médio, que frequentam programas pós-escola para se preparar para os exames de admissão na faculdade”. Kim também argumentou que é necessário considerar as despesas incorridas pela empresa durante o período de estágio, incluindo "instalações, equipamentos, fantasias e praticamente tudo o que os estagiários precisam". 
Em 7 de março de 2017, a Comissão de Comércio Justo da Coreia do Sul (KFTC) aprovou novos regulamentos para proteger os ídolos estagiários de termos e condições de trabalho injustos. Antes desses regulamentos, ídolos estagiários em oito agências de ídolos não tinham permissão para buscar contratos em nenhuma outra agência durante o treinamento. Além disso, as agências podiam rescindir um contrato de estágio a qualquer momento por qualquer motivo. A Comissão de Comércio Justo afirma que acredita que essas mudanças "resultarão em uma cultura de contrato mais justa na indústria do entretenimento entre trainee e agência". O Ministério da Cultura aplicou esses regulamentos a todas as agências existentes ao longo de 2018. 
Algumas das preocupações levantadas pelas agências de ídolos sobre esses regulamentos incluem o risco de um trainee em uma agência se infiltrar em outra agência para receber treinamento com a outra agência. Isso introduz o risco adicional que as agências de ídolos devem assumir ao treinar novos ídolos. Os trainees treinam por 3 anos em média e as agências apoiam esses trainees com vários programas de treinamento durante essa duração, resultando em cada trainee sendo um investimento muito grande para a agência. 

#### Sexualização e exploração sexual
A indústria foi criticada pela sexualização de ídolos masculinos e femininos, com a sexualização de menores em particular sendo uma preocupação.  Críticos como James Turnbull, do blog de cultura pop coreana The Grand Narrative, argumentam que as jovens idols femininas são especialmente suscetíveis a pressões para usar roupas reveladoras ou dançar provocativamente.  No entanto, em comparação com a música popular ocidental, o K-pop tem pouco sexo, drogas ou comportamento agressivo e tem uma marca muito mais amigável para os pais. 

#### Saúde mental
Alguns artistas de K-pop sugeriram que a incerteza e as pressões de seus trabalhos como artistas podem ser prejudiciais à sua saúde mental. De acordo com o músico Park Kyung do Block B, "Há muitas pessoas que debutaram sem nenhum senso de identidade ainda, e eles percebem mais tarde que cada movimento e cada palavra que eles dizem estão sendo observados, então eles se tornam cautelosos e perdem sua liberdade."  Em uma entrevista com Yonhap, Suga do BTS falou sobre sua própria saúde mental, e disse: "Ansiedade e solidão parecem estar comigo por toda a vida... As emoções são tão diferentes em cada situação e cada momento, então eu penso em agonizar. cada momento é o que a vida é." Os suicídios de músicos de K-pop proeminentes chamaram a atenção para as pressões da indústria. Em 1996, o cantor Charles Park, também conhecido como Seo Ji-won [ko], morreu por suicídio aos 19 anos, antes do lançamento de seu segundo álbum. Kim Jonghyun, que já havia sido aberto sobre sua história de depressão, também morreu por suicídio em dezembro de 2017.  Na primavera de 2018, vários músicos coreanos proeminentes participaram de uma série de concertos gratuitos para conscientizar sobre a prevenção do suicídio.  Em 2019, a morte de Sulli de um aparente suicídio, seguida pela morte de Goo Hara, ambos que foram submetidos a cyberbullying, somaram-se aos pedidos de reforma.

## Cultura
Os artistas do K-pop são frequentemente referidos como idols ou grupos idols. Os grupos geralmente costumam possuir um líder, e o mais jovem é chamado de maknae (막내). O uso popular do termo no Japão foi influenciado pelo grupo SS501, quando expandiram suas atividades ao país em 2007. Sua tradução para o japonês "マ ン ネ", foi muitas vezes usado para nomear o maknae do grupo Kim Hyung-jun, a fim de diferenciá-lo de seu líder de nome e ortografia semelhante, Kim Hyun-joong.

### Expressões específicas da indústria
| Coreano                                          | Romanizado                                       | Significado |
| ------------------------------------------------ | ------------------------------------------------ | --- |
| 대상                                             | Daesang                                          | Em premiações musicais, os artistas podem receber o Bonsang, um prêmio adquirido por suas realizações musicais proeminentes. Um dos vencedores do Bonsang, é então premiado com o Daesang, o "grande prêmio". |
| 본상                                             | Bonsang                                          | Em premiações musicais, os artistas podem receber o Bonsang, um prêmio adquirido por suas realizações musicais proeminentes. Um dos vencedores do Bonsang, é então premiado com o Daesang, o "grande prêmio". |
| All-Kill (AK)                                    | All-Kill (AK)                                    | Refere-se a posição de uma canção nas paradas. Uma certificação de all-kill ("AK") é obtida através do Instiz, quando uma canção individual, alcança a primeira colocação simultaneamente em todas paradas de música sul-coreanas online, tanto em tempo real quanto na parada diária. Conquistando dessa forma, a primeira colocação no iChart em tempo real do Instiz.                        |
| Perfect All-Kill (PAK)                           | Perfect All-Kill (PAK)                           | Um perfect all-kill ("PAK") acontece quando uma canção individual conquista um all-kill e ao mesmo tempo a primeira colocação no gráfico semanal do Instiz. |
| Mini album (mini álbum)                          | Mini album (mini álbum)                          | É o equivalente próximo do EP. Contém múltiplas faixas, porém é mais curto que um álbum completo. |
| Title track (faixa-título)                       | Title track (faixa-título)                       | É a faixa principal de um álbum, que é lançada juntamente com um vídeo musical e promovida através de apresentações ao vivo em programas de música televisionados. |
| Repackage Album (álbum reembalado ou repaginado) | Repackage Album (álbum reembalado ou repaginado) | Refere-se ao relançamento de um mesmo álbum com um novo design e canções novas. Geralmente é acompanhado de uma nova faixa-título e vídeo musical. |
| Promoção                                         | Promoção                                         | Ocorre quando uma faixa-título é lançada. Assim, os artistas apresentam-se em programas de televisão e realizam entrevistas. As promoções em programas televisivos geralmente duram um mês, com um 'debut stage' (estágio de estreia) para os estreantes, um 'comeback stage' (estágio de retorno) para os artistas regulares e um 'goodbye stage' (estágio de despedida) ao final deste ciclo. |

### Apelo e base de fãs

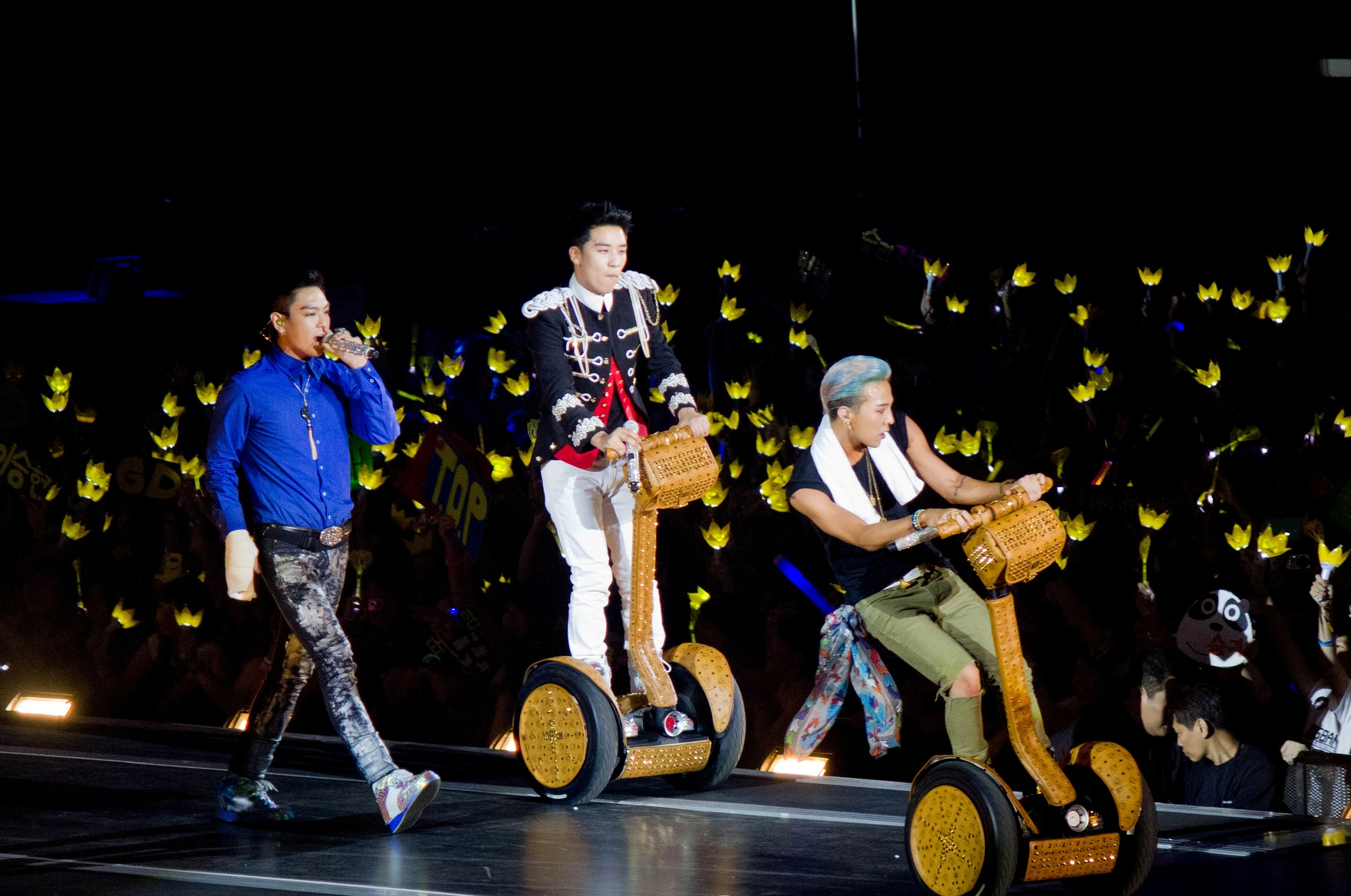
Fãs do BIGBANG (VIPs) segurando bastões luminosos em formato de coroa durante um concerto: este é um símbolo do fã-clube.

Diversos fãs viajam ao exterior para verem seus ídolos em turnê. Os turistas geralmente visitam a Coreia vindos do Japão e da China para verem os concertos de K-pop, como os 7 000 fãs japoneses que foram a Seul em 2012 verem a apresentação do grupo JYJ e também durante seu concerto em Barcelona em 2011, onde fãs de diversas partes do mundo acamparam durante a noite para garantir ingressos. Uma pesquisa realizada em 2011 pelo Korean Culture and Information Service informou que havia mais de três milhões de membros ativos de fã-clubes pertencentes a Hallyu.

Um artigo do The Wall Street Journal indicou que o futuro poder do K-pop será moldado pelos fãs, cujas atividades online evoluíram para "micro-negócios". Geralmente, os grupos possuem fã-clubes dedicados que recebem um nome coletivo e ás vezes uma cor atribuída, por meio do qual irão comercializar produtos. Um exemplo, são os fãs do Girls' Generation que são conhecidos como 'Sones' e sua cor oficial é o 'rosa'. Alguns dos grupos mais populares têm personalizado bastões luminosos (chamados de light sticks) para o uso em seus concertos, como o BIGBANG, onde seus fãs seguram bastões de luz amarelos em formato de coroa amarela.

Fan rice do grupo EXO.

Fã-clubes muitas vezes participam de eventos de caridade a fim de apoiar seus artistas, através da compra de sacos de arroz de fãs (conhecidos como fan rice). Estes sacos de arroz são então doados para os necessitados. Segundo a Time, para uma única apresentação do BIGBANG, 12.7 toneladas de arroz foram doados vindo de cinquenta fã-clubes ao redor do mundo. Na Coreia do Sul, existem empresas dedicadas ao transporte deste arroz, vindos diretamente dos agricultores para os locais de concerto. Outra maneira dos fã-clubes demonstrarem sua devoção está no envio de refeições aos idols durante suas atividades. Há empresas de catering no país específicas para este fim.
Uma característica única na base de fãs de K-pop é o chamado fan chant. Quando um grupo idol realiza o lançamento de uma nova canção, os fã-clubes organizam um fan chant e o aprendem, assim eles podem cantar determinados trechos ou palavras da canção, durante as apresentações ao vivo, além disso, chamar os nomes do artista ou grupo em questão durante sua apresentação, também faz parte do fan chant.

#### Obsessão
Alguns idols e grupos de idols têm enfrentado problemas com fãs obsessivos que se permitem realizar perseguições ou possuir um comportamento invasivo. Estes fãs são conhecidos como fãs sasaeng (do coreano: vida privada), que assim são chamados por suas invasões de privacidade. Há relatos de comportamentos extremos por parte de fãs tentando conseguir a atenção dos artistas, bem como serviços de táxi que atendem aqueles que desejam seguir idols. As autoridades públicas sul-coreanas, reconhecem este comportamento como uma preocupação séria.
Alguns idols tem reagido com indignação aos fãs sasaeng, por meio dos quais já receberam atos ou situações vindo destes, como os membros do JYJ, Kim Hee-chul do Super Junior e Jang Keun-suk. Em resposta a esta questão, uma nova lei foi introduzida em fevereiro de 2016 na Coreia do Sul, considerando o aumento da pena de perseguição para cerca de US$ 17 000 dólares, bem como uma possível pena de dois anos de detenção.

### Eventos

#### Turnês internacionais

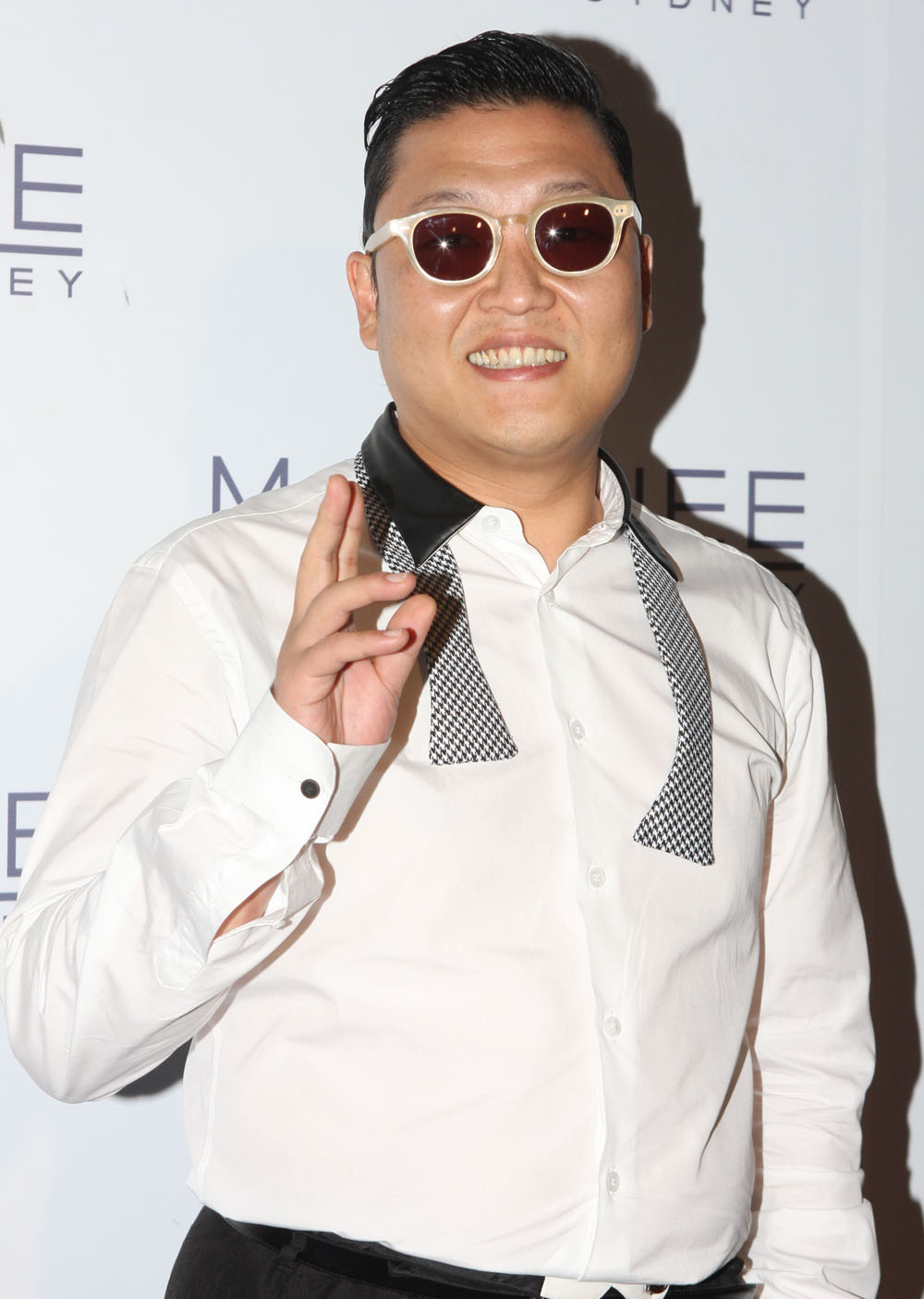
Psy, cujo vídeo musical de "Gangnam Style", tornou-se o primeiro a alcançar mais de um bilhão de visualizações no Youtube.

Turnês de K-pop são realizadas fora da Coreia do Sul desde meados da década de 2000. A maioria dos artistas sul-coreanos realizam turnês asiáticas, entretanto, turnês em todo o mundo também tornaram-se frequentes desde 2011, quando a SM Town realizou a sua primeira turnê não-asiática, intitulada SMTown Live '10 World Tour.

#### Convenções e festivais de música
- 2003–presente: Korean Music Festival no Hollywood Bowl em Los Angeles.
- 2009–presente: Philippine K-pop Convention
- 2011–presente: K-POP World Festival na Coreia do Sul.
- 2012–presente: KCON na California.
- 2015–presente: KCON em Nova York.

### Mídias sociais
Sites de mídia social como YouTube, Twitter e Facebook permitem que artistas de K-pop alcancem um público global e se comuniquem prontamente com seus fãs.  Como a receita global do mercado de música online aumentou 19% de 2009 a 2014 com as mídias sociais, os consumidores de música em todo o mundo estão mais propensos a serem expostos ao K-pop. Grupos de ídolos de K-pop se beneficiam de mídias sociais baseadas em vídeo, como o YouTube, já que componentes visuais como dança e moda são fatores essenciais em seu desempenho. O número de pesquisas de "K-pop" no YouTube aumentou em um fator de 33 de 2004 a 2014. Por meio de anúncios de mídia social, as empresas de entretenimento coreanas reduziram a lacuna cultural para que o K-pop pudesse entrar no mercado global e ganhar reconhecimento entre os consumidores estrangeiros. A exportação de K-pop aumentou dramaticamente de US$ 13,9 milhões para US$ 204 milhões entre 2007 e 2011. A mídia social também muda os padrões de consumo da música K-pop. Antes da era digital, as pessoas compravam e consumiam produtos musicais individualmente. Os consumidores agora participam ativamente do compartilhamento de produtos musicais e da publicidade de seus artistas favoritos, o que é vantajoso para o K-pop.

Youtube
Desde que o K-pop começou a espalhar sua indústria fora da Coreia do Sul, os artistas do K-pop estabeleceram recordes notáveis no YouTube. Dos 2,28 bilhões de visualizações mundiais do K-pop no YouTube em 2011, 240 milhões vieram dos Estados Unidos, mais que o dobro do número de 2010 (94 milhões). Em dezembro de 2011, o K-pop se tornou o primeiro gênero de música específico de um país a ganhar uma página inicial no YouTube.  Em dezembro de 2012, o videoclipe de Psy para "Gangnam Style" se tornou o primeiro vídeo do YouTube a receber 1 bilhão de visualizações.  Em 2016, o videoclipe da música " TT " de Twice se tornou o primeiro vídeo de uma cantora coreana com mais de 400 milhões de visualizações no YouTube. Em 21 de janeiro de 2019, o videoclipe do grupo feminino Blackpink para " Ddu-Du-Ddu-Du " se tornou o videoclipe de grupo K-pop mais visto no YouTube.  Em 12 de abril de 2019, o videoclipe do BTS para " Boy with Luv " estabeleceu um recorde para o videoclipe online mais visto nas primeiras 24 horas , conquistando mais de 74 milhões de visualizações. 

#### Twitter
O Twitter também tem sido uma plataforma de mídia social significativa para as estrelas do K-pop obterem conexões e promoções.  A música viral "Gangnam Style" ganhou popularidade a partir de menções de usuários proeminentes do Twitter. Bang Si Hyuk, o produtor do BTS, atribuiu parcialmente o rápido crescimento de sua base de fãs às mídias sociais como o Twitter.  Em 13 de novembro de 2017, BTS se tornou o primeiro ato sul-coreano a atingir 10 milhões de seguidores no Twitter.  Em 2017, o BTS foi o artista mais twittado nos Estados Unidos e no mundo. Outros grupos de K-pop, como Seventeen e Monsta X, também apareceu no top dez global. Exo, uma boyband sul-coreana, foi a celebridade mais seguida a entrar no Twitter em 2017.  No Billboard Music Awards de 2017, 2018 e 2019, o BTS ganhou o prêmio de Melhor Artista de Mídia Social com base na votação do Twitter por seus fãs. De acordo com Sin Chang Seob, CEO do Twitter Korea, o uso do Twitter por artistas de K-pop aumentou a popularidade do Twitter entre os sul-coreanos.

#### Facebook
Muitas empresas de entretenimento coreanas usam plataformas de mídia social, especialmente o Facebook, para promover e comunicar suas audições globais.  Grupos de K-pop usam páginas do Facebook para promover suas músicas e outros conteúdos para um grande número de fãs.  Os fãs de K-pop usam o Facebook para expressar sua devoção, comunicar-se com outros membros da comunidade K-pop e consumir conteúdo K-pop. 

#### TikTok
Várias empresas de entretenimento usam o TikTok para comercializar e promover a música de seus artistas. Muitas músicas de K-pop se tornaram virais no TikTok e alguns artistas de K-pop como Felix do Stray Kids. O desafio de dança "Any Song" do rapper Zico obteve 400 milhões de visualizações em menos de dois meses, e cerca de 830 000 vídeos foram enviados com o som.

## Popularidade e impacto

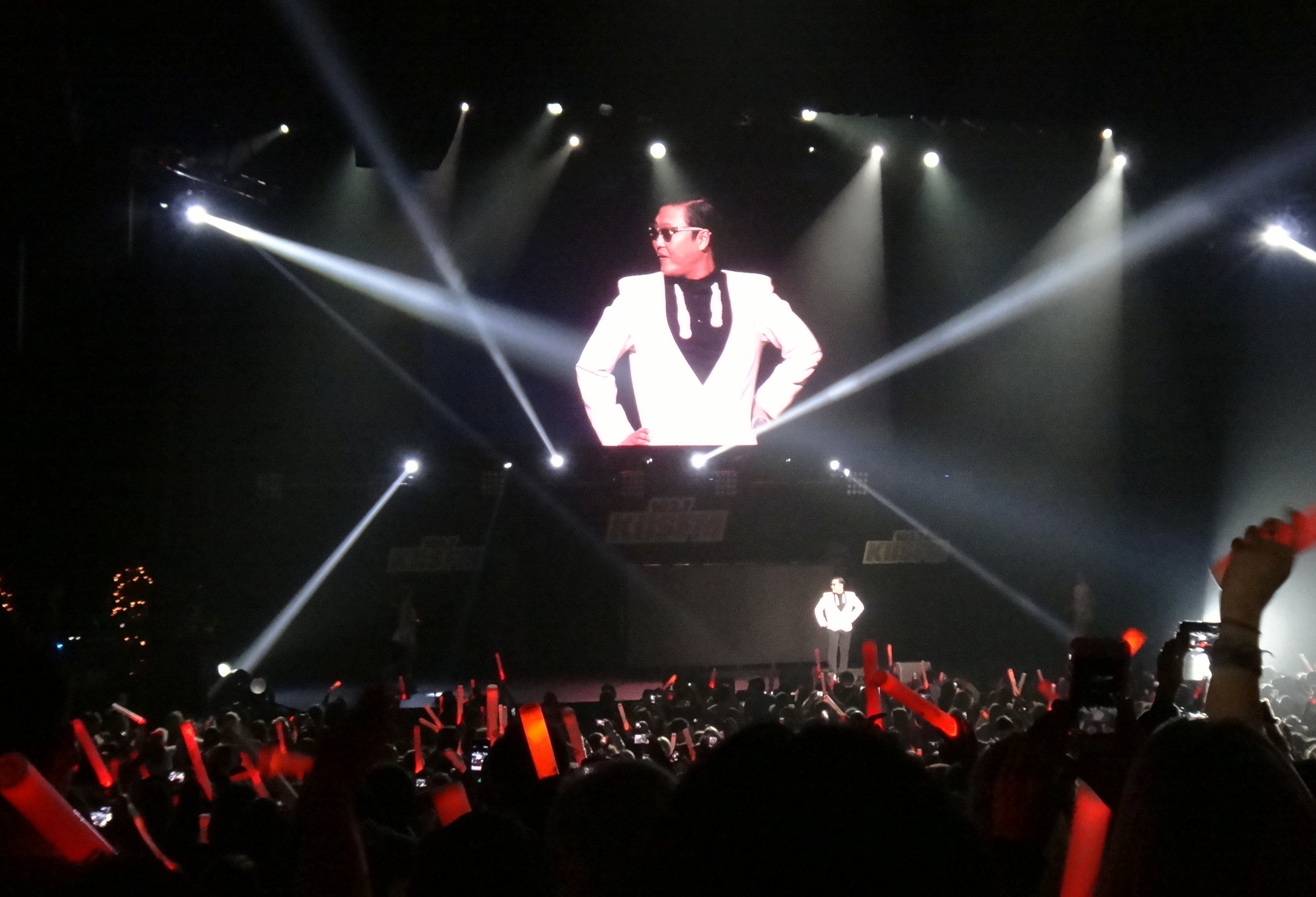
Psy does Gangnam Style em KIIS FM Jingle Ball, 2012.

### Ásia

#### Taiwan
Muitos taiwaneses observaram que a música popular coreana e os dramas coreanos ajudaram a promover um interesse renovado e um relacionamento mais saudável com a Coreia do Sul. A música pop coreana e os dramas coreanos são muito populares em Taiwan, o que melhorou continuamente e significativamente a impressão favorável do povo taiwanês sobre a Coreia do Sul e também tornou o relacionamento entre a Coreia do Sul e Taiwan muito próximo.

#### Japão
Após o levantamento das restrições da era da Segunda Guerra Mundial impostas às trocas e comércio entre a Coreia e o Japão no final dos anos 90, o grupo feminino de primeira geração SES se tornou o primeiro artista coreano a estrear no Japão no final de 1998 e seu primeiro álbum Reach Out em 1999. A jovem estrela do K-pop BoA teve treinamento no idioma japonês antes de sua estreia coreana e quando estreou no Japão em 2002, sua identidade coreana não era essencial. Seu estilo musical e japonês fluente a levaram a ser considerada parte do J-pop.  O primeiro álbum japonês de BoA lançado em 2002, intitulado Listen to My Heart, foi o primeiro álbum de um cantor coreano a estrear no topo das paradas japonesas da Oricon e se tornar um "million-seller" certificado pela RIAJ no Japão.  Desde a sua estreia no Japão, BoA lançou vários álbuns e todos eles lideraram as paradas da Oricon. 
Após a estreia japonesa de sucesso de BoA, o grupo K-pop TVXQ (동방신기, conhecido como Tōhōshinki no Japão) estreou no Japão em 2005 sob um procedimento semelhante ao de BoA. TVXQ não promoveu que eles eram coreanos e suas músicas no estilo balada se encaixam bem no som típico do J-pop. O primeiro e o segundo álbuns do TVXQ lançados no Japão foram sucessos menores, chegando ao Oricon Charts em vinte e cinco e dez, respectivamente. No entanto, em 16 de janeiro de 2008, TVXQ alcançou o topo das paradas da Oricon com seu décimo sexto single japonês " Purple Line ". Isso os tornou o primeiro grupo masculino coreano a ter um single número um no Japão. Desde então, eles tiveram um sucesso notável com seus retornos. Em 2018, eles até venceram a lendária banda japonesa B'z, acumulando mais de 1,2 milhão de pessoas em seus shows.  Desde o início da onda coreana, o mercado japonês viu um influxo de artistas pop coreanos como SS501 ,  Shinee ,  Super Junior ,  Big Bang ,  KARA e Girls' Generation.  Em 2011, foi relatado que as vendas totais de artistas de K-pop aumentaram 22,3% entre 2010 e 2011 no Japão. Alguns artistas coreanos estavam entre os 10 artistas mais vendidos do ano no Japão. 
A partir de 2019, vários outros grupos de K-pop fizeram sua estreia no mercado japonês, incluindo BTS, Got7, Seventeen, iKon, GFriend, Exo, Astro, Pentagon, Twice, Monsta X, Blackpink, FT Island, Stray Kids e NCT 127. Muitos desses grupos estreiam com versões japonesas de seus recentes lançamentos coreanos, depois lançam músicas japonesas originais. Muitos grupos como NCT 127, Twice e Pentagon também incluem membros japoneses que fizeram audições no Japão e foram trazidos para a Coreia, ou vieram para a Coreia para se tornarem um cantor de K-pop.
Com as tensões ainda permanecendo entre a Coreia e o Japão, a importação da cultura popular coreana foi recebida com diferentes formas de resistência, na forma da 'Onda Anti-Coreana'. Uma manifestação contra a onda coreana com cerca de 500 participantes foi transmitida pela Fuji TV do Japão para uma audiência na Internet de mais de 120 000 pessoas. No entanto, o presidente do Conselho Presidencial de Marca Nacional cita essa resistência como prova de "como a onda coreana é bem-sucedida".  A onda coreana também afetou os sonhos e objetivos do povo japonês, como é mostrado pelo aumento de jovens japoneses indo para a Coreia para se tornarem estrelas do K-pop.

#### China
A década de 1990 viu a ascensão do K-pop na China por meio de grupos como HOT e Sechs Kies – estimulando o investimento da China na indústria de entretenimento da Coreia. Artistas de K-pop alcançaram um sucesso considerável na China desde então: em 2005, Rain realizou um show em Pequim com 40.000 pessoas presentes.  Em 2010, as Wonder Girls ganharam um prêmio pelas maiores vendas digitais para um artista estrangeiro, com 5 milhões de downloads digitais, no 5º anual China Mobile Wireless Music Awards.  Mais recentemente, a China se tornou o maior mercado de exportação da indústria de entretenimento sul-coreana.  Doze por cento da SM EntertainmentAs vendas de 2015 foram para a China, e esse número subiu para 14,4% em meados de 2016. A China descobriu que o K-pop é um investimento lucrativo.  De acordo com a diretora de comunicação do Korea Economic Institute of America Jenna Gibson, as vendas de uma certa marca de xampu aumentaram 630% depois que o Super Junior a endossou em um reality show chinês.  A popularidade do K-pop também levou a empresa chinesa de comércio eletrônico Alibaba a comprar cerca de US$ 30 milhões em ações da SM Entertainment em 2016 para ajudar sua expansão na indústria da música online. A Legend Capital China também investiu na gravadora do BTS , BigHit Entertainment. No início de 2017, a China ocupou cerca de 8% a 20% das vendas totais das principais empresas de entretenimento coreanas.  As empresas de entretenimento chinesas também reivindicaram participações na indústria, supervisionando parcialmente grupos como EXID e T-ara ou representando grupos que incluem membros chineses e coreanos como Uniq e WJSN . 
Ter membros chineses em grupos de K-pop é uma maneira de as empresas de entretenimento coreanas tornarem o K-pop mais comercializável e atraente na China. Outras estratégias incluem dar aos membros coreanos nomes que soem em chinês, lançar músicas ou álbuns inteiros em chinês e fazer subgrupos com membros que falam predominantemente mandarim  — como Exo-M e Super Junior-M da SM Entertainment, que tiveram resultados bem-sucedidos em o Registro Kuang Nan e CCR. 
Os métodos de produção de ídolos da indústria do K-pop influenciaram as práticas das empresas de entretenimento chinesas. Essas empresas chinesas pretendem reproduzir o sucesso dos ídolos do K-pop com suas próprias estrelas para que os artistas chineses possam competir melhor globalmente. Para conseguir isso, as empresas de entretenimento chinesas recrutaram especialistas da indústria do K-pop, e alguns desses insiders começaram a se mover ativamente para a indústria da música chinesa para capitalizar a crescente influência do K-pop nas demandas do mercado. O reality show chinês Idol Producer destaca ainda mais o impacto do K-pop na cena de entretenimento da China: espelhando de perto o Produce 101 da Coreia.
Vários ídolos chineses do K-pop, como Han Geng do Super Junior-M e Kris , Luhan e Tao do Exo-M, deixaram seus respectivos grupos de K-pop para seguir carreira solo na China. No entanto, ultimamente, as empresas de entretenimento coreanas permitiram que seus ídolos chineses do K-pop tenham mais liberdade para realizar trabalhos solo na China.  Jackson Wang do Got7, por exemplo, lançou várias de suas próprias músicas na China e, em 2017, alcançou o primeiro lugar nas paradas musicais chinesas. 
Além disso, a ascensão do K-pop levou a um aumento no número de turistas chineses na Coreia do Sul – mais 3,8 milhões de chineses visitaram a Coreia do Sul em 2016 do que em 2015, de acordo com a União de Associações Internacionais. O K-pop também fez os jovens da China acharem a cultura sul-coreana "legal",  e o K-pop ajudou a facilitar um maior entendimento entre a Coreia e a China. 

#### Coreia do Norte
Apesar do isolacionismo tradicionalmente estrito da Coreia do Norte, o K-pop conseguiu atingir um público norte-coreano. Embora o consumo de entretenimento sul-coreano seja punível com a morte na Coreia do Norte, ele ainda se tornou cada vez mais disponível com o aumento global da tecnologia e a implementação de redes de contrabando subterrâneas nas últimas décadas. A popular tecnologia de flash drive contendo K-pop e K-dramas foi precedida pelo uso de DVDs gravados com tal conteúdo. Como a polícia norte-coreana descobriu como pegar pessoas consumindo a mídia de DVDs, poucas pessoas acessaram K-pop e K-dramas. Muitos norte-coreanos consideraram o risco muito grande, então não foi até a proliferação do tipo de mídia flash drive que assistir aos shows de K-pop atingiu as casas comuns. Utilizando as redes de contrabando cada vez mais sofisticadas, vários milhares de drives USB e cartões SD contendo K-pop e K-dramas foram distribuídos e vendidos através de pacotes de cuidados e no mercado negro. Alguns humanitários sul-coreanos também implantaram drones e balões carregando esses flash drives para tornar a mídia mais acessível. De fato, o acesso a drives USB e cartões SD aumentou exponencialmente de 26% para 81% de 2010 a 2014 em grande parte devido ao desenvolvimento da tecnologia, com uma grande maioria contendo música e dramas sul-coreanos. Os recursos tecnológicos em expansão permitiram que os flash drives fossem acessados por um público norte-coreano mais amplo. Flash drives que costumavam custar mais de US$ 50, agora podem ser comprados por menos de US$ 10, tornando-os mais acessíveis e fáceis de enviar para a Coreia do Norte. O conteúdo dessas unidades USB e cartões SD são visualizados conectando o dispositivo a um Notel, um pequeno reprodutor de mídia portátil.  Embora essa prática tenha começado originalmente com livros proibidos e rádios simples, agora há uma demanda ainda maior pela mídia sul-coreana seguindo o fenômeno cultural de hallyu .
Aqueles perto da fronteira que optam por ficar longe da mídia proibida de pen drives geralmente não podem escapar dela. Desde a década de 1950, ambos os países lançaram sua própria propaganda em toda a DMZ: a Coreia do Norte transmitindo propaganda anti-sul e a Coreia do Sul transmitindo notícias coreanas e mundiais, bem como K-pop. Em 2004, ambos os países concordaram em encerrar as transmissões. Após um incidente em 2015, a Coreia do Sul voltou a transmitir notícias anti-Norte por quatro dias, assim como em 2016, depois que a Coreia do Norte testou sua bomba de hidrogênio e está transmitindo desde então. Em abril de 2018, em preparação e por respeito ao encontro entre o líder norte Kim Jong Un e o líder sul, Moon Jae In, os falantes sul-coreanos interromperam suas transmissões. Esses 11 alto-falantes podem ser ouvidos até seis milhas (10 km) em território norte-coreano. Isso permite que as transmissões influenciem possíveis desertores que permaneçam perto da fronteira, além de criar propaganda incômoda da qual os soldados norte-coreanos não podem escapar. 
A divulgação do K-pop e da mídia coreana tem sido crucial para apresentar as realidades da Coreia do Norte aos seus cidadãos. Ao detalhar as condições básicas de vida na Coreia do Sul e introduzir ideologias estrangeiras, a mídia coreana despertou agitação civil entre os cidadãos e as elites em relação às disparidades entre as condições de vida dentro e fora da Coreia do Norte. Um desertor explica que, quando escapou em 2012, apenas as famílias ricas eram as que consumiam a mídia sul-coreana porque os custos dos pen drives e da tecnologia para usá-los eram muito altos. Como a maioria dos jovens não tinha recursos para comprar os drives, a maioria dos consumidores de mídia sul-coreana antes de 2012 era a elite de meia-idade que preferia K-dramas ao K-pop devido ao seu comportamento mais tradicional. A alta demanda atual pela mídia coreana continua a aumentar, pois agora aproximadamente 70% dos norte-coreanos consomem mídia estrangeira em suas casas,  o que representa o maior número de jovens na mídia sul-coreana hoje. Um pesquisador do Instituto Coreano de Unificação Nacional afirma nunca ter encontrado um único desertor que não tenha visto ou ouvido a mídia estrangeira antes de entrar na Coreia do Sul. No entanto, os especialistas continuam receosos de que uma revolta cultural ocorra por causa da mídia. O consumo de mídia sul-coreana serve a muitos propósitos para os norte-coreanos, como diversão e educação, mas poucos consideram erradicar um regime totalitário por causa das culturas que experimentaram através do K-pop e K-dramas. 
Até o líder norte-coreano Kim Jong-un mostrou um gosto pela música K-pop. Em 2018, Kim afirmou que estava "profundamente emocionado" depois de assistir a um show de duas horas em Pyongyang com artistas sul-coreanos, como o cantor Cho Yong-pil e a popular banda feminina Red Velvet. Este concerto histórico marca a primeira apresentação de artistas sul-coreanos com a presença de um líder norte-coreano em Pyongyang. O concerto com mais de 150 artistas sul-coreanos, com a presença de 1500 elites norte-coreanas, também apresenta relações crescentes entre o Norte e o Sul. Nenhuma das músicas, letras ou movimentos de dança dos artistas foram solicitados a serem alterados por oficiais norte-coreanos tradicionalistas. Essa aceitação do gênero K-pop e seu conteúdo mostra um forte contraste com as políticas historicamente rigorosas de Kim Jong Un na mídia estrangeira. Os artistas sul-coreanos também se apresentaram ao lado de notáveis artistas norte-coreanos na semana seguinte. As gravações de ambas as apresentações foram divulgadas aos sul-coreanos, embora nenhum relatório tenha sido feito sobre sua liberação para o público norte-coreano. Apesar de todos os eventos anteriores, Kim Jong-un mudou sua posição sobre o K-pop desde 2021, referindo-se a ele como um "câncer vicioso" e vendo-o como uma ameaça à sociedade norte-coreana.

### Sudeste da Ásia

#### Singapura
Há uma próspera base de fãs de K-pop em Singapura, onde grupos de ídolos, como 2NE1, BTS, Girls' Generation, Got7 e Exo, costumam realizar shows em turnês.  A popularidade do K-pop ao lado dos dramas coreanos influenciou a imagem estética dos singapurenses. As "sobrancelhas retas" de estilo coreano tornaram-se bastante populares entre muitas mulheres e homens de Singapura de ascendência chinesa, malaia e indiana. Salões de beleza de Singapura têm visto um aumento no número de clientes interessados em obter "sobrancelhas retas" no estilo coreano e cortes de cabelo no estilo coreano nos últimos anos. Em 5 de agosto de 2017, Singapura sediou a 10ª Music Bank World Tour, um show spin-off do Music Bank, um popular programa semanal de música da emissora sul-coreana KBS. Este evento provou a imensa popularidade da onda Hallyu em Singapura.

#### Malásia
Na Malásia, entre os três principais grupos étnicos – malaios, chineses e indianos – muitos preferem ouvir música em seus próprios idiomas, mas filmes e séries de TV K-pop e coreanos se tornaram populares entre os três grupos étnicos, que as empresas malaias têm capitalizado.  A popularidade do K-pop também resultou em políticos trazendo ídolos do K-pop para o país para atrair jovens eleitores. 

#### Indonésia
O K-pop junto com séries de TV e filmes coreanos se transformou em cultura popular, especialmente entre a geração jovem da Indonésia. Essa tendência pode ser observada em qualquer grande cidade do país. O K-pop também influenciou a música na Indonésia.  A popularidade da cultura coreana aumentou continuamente na Indonésia desde o início dos anos 2000, começando com o boom da cultura popular do leste asiático.
Filipinas
Telenovelas coreanas foram ao ar localmente nas Filipinas a partir de 2003, marcando uma expansão adicional da onda Hallyu. K-pop levou mais tempo para pegar; ganhou popularidade através da internet e de celebridades coreanas expatriadas como Sandara Park. Super Junior realizou um show nas Filipinas em 2010.

#### Vietnã
O Vietnã já teve inúmeros contatos com a Coreia do Sul no passado e até compartilhou uma situação política semelhante, notadamente a separação em metade das duas nações. Apesar das tragédias da Guerra do Vietnã, o país atualmente permanece acolhedor da influência coreana sobre a população vietnamita. A música pop vietnamita, conhecida como V-pop , é fortemente influenciada pelo K-pop em termos de produção musical e videoclipes.
Em 2015, a capital do norte de Hanói sediou a Music Bank World Tour.  No ano de 2018, V Live e RBW Entertainment Vietnam lançaram mini-concertos mensais especiais chamados "V Heartbeat Live", convidando estrelas do V-pop e K-pop para se apresentarem, como Winner, Momoland, IKon, Sunmi, e mais. No mesmo ano, Park Ji-yeon colaborou com um cantor vietnamita, Soobin Hoàng Sơn, lançando versões vietnamitas e coreanas do single "Between Us".  O K-pop, e a cultura coreana em geral, ganharam popularidade principalmente por causa da juventude vietnamita. 
As empresas de entretenimento sul-coreanas estão investindo e buscando talentos no Vietnã. Por exemplo, a SM Entertainment anunciou planos para uma subunidade vietnamita do boy group coreano NCT , que o produtor executivo Lee Soo-man chamou de "NCT-V", para promover o V-pop globalmente. Lee também disse que a cultura vietnamita é extremamente semelhante à cultura coreana, o que é favorável para ambos os países em termos de expansão global.  Em 2018, a SM Entertainment organizou sua Audição Global anual em Hanói e Ho Chi Minh City pela primeira vez.  A Cube Entertainment realizou uma sessão de audição em 2018.  De 11 a 13 de janeiro de 2019, a Big Hit Entertainment estabeleceu uma joint venture com a empresa de entretenimento CJ E&M para sediar uma audição chamada "2019 Belift Global Audition".  A SBS também anunciou que o popular programa de variedades "Running Man" terá uma versão vietnamita. Estes são os principais exemplos de hallyu e a crescente popularidade do K-pop no Vietnã.

### Sul da Asia

#### Bangladesh
Os jovens de Bangladesh, especialmente os adolescentes, demonstraram grande atração pela música pop coreana ao descreverem que essas músicas os fazem se sentir melhor. A partir de 2015, Bangladesh começou a participar de um evento anual chamado K-Pop World Music Festival, que começou em 2011 pelo Ministério das Relações Exteriores da República da Coreia em cooperação com o Sistema de Transmissão Coreano (KBS). O objetivo do evento não é apenas trazer os fãs Hallyu de todo o mundo para a Coreia do Sul, mas também reunir pessoas de diferentes países em nome da cultura. 

#### Índia
No estado indiano de Manipur, no nordeste da Índia, onde os separatistas baniram os filmes de Bollywood, os consumidores se voltaram para a cultura popular coreana para suas necessidades de entretenimento. O correspondente da BBC, Sanjoy Majumder, informou que os produtos de entretenimento coreanos são em sua maioria cópias não licenciadas contrabandeadas da vizinha Birmânia e geralmente são bem recebidas pela população local. Isso levou ao crescente uso de frases coreanas na linguagem comum entre os jovens de Manipur. 
A fim de capitalizar a popularidade do K-pop em Manipur, muitos salões de cabeleireiro ofereceram cortes "estilo coreano" baseados nos penteados das boy bands de K-pop. Esta onda de cultura popular coreana está atualmente se espalhando de Manipur para o estado vizinho de Nagaland. O K-pop está se atualizando em vários outros estados do país e festivais e competições de K-pop atraem milhares de fãs. 

#### Nepal
No Nepal , o K-pop ganhou popularidade junto com dramas e filmes coreanos. O K-pop tornou-se influente na indústria da música nepalesa e os vídeos musicais de K-pop são frequentemente usados como acompanhamento da música nepalesa no YouTube.

América do Norte
Em 2006, Rain realizou shows esgotados em Nova York e Las Vegas como parte de sua Rain's Coming World Tour.
Em 2009, as Wonder Girls se tornaram a primeira artista de K-pop a estrear na parada de singles da Billboard Hot 100. Eles se juntaram aos Jonas Brothers na Jonas Brothers World Tour 2009 . Em 2010, eles visitaram 20 cidades nos Estados Unidos, Canadá e México, e foram nomeados House of Blues "Artista do Mês" em junho. 
Em 2010, a SM Entertainment realizou a SMTown Live '10 World Tour com datas em Los Angeles, Paris, Tóquio e Nova York. No mesmo ano, durante o 8º Festival Anual de Música Coreana, artistas de K-pop fizeram suas primeiras aparições no Hollywood Bowl.
Concertos notáveis de K-pop nos Estados Unidos em 2011 incluem o KBS Concert no New York Korea Festival, o K-Pop Masters Concert em Las Vegas e o Korean Music Wave no Google, que foi realizado na sede do Google em Mountain Vista, Califórnia  
2012 marcou um ano inovador para o K-pop na América do Norte.  No início do ano, Girls' Generation apresentou a versão em inglês de " The Boys " no talk show noturno The Late Show with David Letterman e também no talk show diurno Live! com Kelly, tornando-se o primeiro ato musical coreano a se apresentar nesses shows, e o primeiro ato coreano a se apresentar na televisão sindicada nos Estados Unidos.  No mesmo ano, o grupo formou sua primeira sub-unit, intitulada Girls' Generation-TTS , ou simplesmente "TTS", composta pelas integrantes Taeyeon, Tiffany e Seohyun. O EP de estreia do subgrupo, Twinkle , alcançou a posição #126 na Billboard 200.  Em maio, o SMTown retornou à Califórnia novamente com o SMTown Live World Tour III em Anaheim. Em agosto, como parte de sua New Evolution Global Tour , o 2NE1 realizou seu primeiro show americano na área metropolitana de Nova York no Prudential Center de Newark, Nova Jersey .  Em novembro, como parte de sua Alive Tour, o Big Bang realizou seu primeiro show solo na América, visitando o Honda Center em Los Angeles e o Prudential Center.em Newark. Os ingressos esgotaram em apenas algumas horas, e datas adicionais foram adicionadas.  Em 13 de novembro, a cantora e compositora americana Madonna e dançarinos de apoio tocaram " Gangnam Style " ao lado de Psy durante um show no Madison Square Garden em Nova York. Mais tarde, Psy disse a repórteres que seu show com Madonna havia "encabeçado sua lista de realizações".
Em 29 de janeiro de 2013, a Billboard, uma das revistas de música mais populares da América, lançou a Billboard K-Town, uma coluna online em seu site que cobria notícias, artistas, shows e informações sobre o K-pop. 
Em março daquele ano, f(x) se apresentou no K-Pop Night Out no SXSW em Austin, Texas, ao lado de The Geeks , que representava o rock coreano. f(x) foi o primeiro grupo de K-pop a se apresentar no SXSW.  A Mnet organizou seu evento Kcon em NY e LA em julho de 2016. 
Em 2017, o BTS foi indicado ao Top Social Artist Award no Billboard Music Awards de 2017 . A conquista do prêmio marca a primeira vez que um grupo coreano ganhou um Billboard Award, e a segunda vez que um artista coreano ganhou o prêmio, após a vitória de Psy em 2013.  BTS ganhou o prêmio em 2017, 2018 e 2019 Billboard Music Awards, bem como Top Duo/Group em 2019.  Eles se apresentaram no American Music Awards de 2017 e no Billboard Music Awards de 2018, tornando-os um dos primeiros grupos coreanos a se apresentarem em ambos os prêmios mostrar.  Álbum do BTS Love Yourself: Tear alcançou o primeiro lugar na Billboard 200 , tornando-se o primeiro ato coreano a fazê-lo.  Além disso, o single "Fake Love" do BTS estreou em #10 na Billboard Hot 100 , tornando-os o segundo artista coreano a figurar entre os dez primeiros. 
Em 21 de agosto de 2020, a música Dynamite do BTS estreou no número 1 na Billboard Hot 100, tornando-se seu primeiro single no topo da parada da Billboard. Seu próximo single, Life Goes On, também conseguiu liderar a parada após o lançamento em 20 de novembro de 2020.

### América latina
Muitos grupos de ídolos têm bases de fãs leais na América Latina.  Desde 2009, cerca de 260 fã-clubes com um total de mais de 20.000 e 8.000 membros ativos foram formados no Chile e no Peru, respectivamente. 
Em 2011, o United Cube Concert foi realizado em São Paulo, logo após a realização da segunda rodada do primeiro K-Pop Cover Dance Festival no Brasil, com o MBLAQ como jurados. 
Em março de 2012, JYJ se apresentou no Chile e no Peru. Quando o grupo chegou ao Aeroporto Internacional Jorge Chávez no Peru para o JYJ World Tour Concert, eles foram escoltados por oficiais de segurança do aeroporto por uma saída privada devido a razões de segurança devido ao grande número de fãs (mais de 3 000).  Na Explanada Sur del Estadio Monumental em Lima, alguns fãs acamparam por dias para ver o JYJ.  Em abril, a Caracol TV e a Arirang TV transmitiram em conjunto um reality show de K-pop na Colômbia.  Em setembro, Junsu se tornou o primeiro ídolo do K-pop a se apresentar solo no Brasil e no México, depois do Wonder Girls em Monterrey em 2009.  Os shows esgotaram com bastante antecedência.  Naquele ano havia 70 fã-clubes de K-pop no México, com pelo menos 60.000 membros no total. 
Em janeiro de 2014, Kim Hyung-jun se apresentou no Peru, Chile e Bolívia, tornando-se o primeiro ídolo do K-pop a se apresentar na Bolívia.  A turnê provou sua popularidade no continente, já que tanto os fãs quanto a mídia o seguiram em todos os lugares que ele ia, fazendo com que o trânsito nas estradas e a polícia fossem chamados para manter a segurança.  Os fãs também foram vistos armando suas barracas do lado de fora do local do show por dias antes do show real. 

#### México
A mídia coreana no México experimentou um aumento em 2002 depois de o governador mexicano Arturo Montiel Rojas visitar a Coreia do Sul. De sua viagem trouxe séries, filmes e outros programas coreanos para a emissora do Estado do México:  Televisión Mexiquense (canal 34). Os dramas coreanos expuseram o público mexicano aos produtos coreanos e estimularam o interesse em outros aspectos da cultura coreana. O K-pop começou a ganhar terreno no México devido às séries que a música acompanhava. Os fãs procuraram particularmente a música das trilhas sonoras dos dramas coreanos que foram transmitidos.
No entanto, a chegada do K-pop ao México também é atribuída à influência da mídia japonesa no México e à introdução do PIU (Pump It Up). A convenção de quadrinhos, La Mole, começou a vender quadrinhos e música japoneses e mais tarde começou a vender K-pop. Os PIUs combinaram jogos e danças, apresentando os jovens mexicanos ao software de jogos coreanos e gerando interesse pela música coreana.
A presença do K-pop no México pode ser delineada pelo crescente número de artistas da música coreana no país. Nos últimos anos, o número de shows de K-pop no México aumentou e se ramificou em outras partes do país. Grupos ídolos, incluindo Big Bang e NU'EST , visitaram o México em suas respectivas turnês mundiais. Kim Junsu do JYJ se tornou a primeira estrela coreana a se apresentar solo. Seu show realizado na Cidade do México esgotou antecipadamente.  A Music Bank World Tour também trouxe vários atos ao público mexicano. Muitos desses grupos fizeram covers de músicas amplamente conhecidas, como o cover do Exo de Sabor A Mi.
Em 2017, o México também se tornou o primeiro país latino-americano a sediar a KCON. A convenção de dois dias realizada de 17 a 18 de março trouxe mais de 33 000 fãs à Arena Ciudad de México.  Assim como os artistas durante o Music Bank, os ídolos fizeram covers de músicas espanholas.
A força e o grande número de fã-clubes ajudaram continuamente a promover e apoiar o K-pop em todo o país. Mais de 70 fã-clubes dedicados à música coreana estão presentes no México, reunindo cerca de 30 000 fãs.  Embora muitos fã-clubes tenham sido criados por volta de 2003, eles alcançaram uma presença pública em 2005 quando o ex-presidente da Coreia Roh Moo Hyun visitou o México para uma reunião com o ex-presidente do México Vicente Fox Quesada. Cerca de 30 fã-clubes de Hallyu realizaram um "comício" pedindo a Roh que trouxesse os atores Jang Dong-gun e Ahn Jae-wook para seu país. 
As manifestações continuaram nos últimos anos. Em 13 de maio de 2013, uma grande marcha foi realizada no Zócalo, na Cidade do México. Chamado KPOP: Massive March K-Pop Mexico II, foi a segunda marcha em massa que reuniu centenas de fãs ávidos de K-Pop. 
No entanto, organizações maiores de fã-clubes no México recebem apoio indireto ou direto de programas culturais coreanos. KOFICE (Fundação Coreana para Intercâmbio Cultural Internacional) e o Centro Cultural Coreano, Cidade do México, muitas vezes trabalham em conjunto com fã-clubes. Essas organizações maiores contêm vários fã-clubes em sua estrutura. Os três maiores são MexiCorea, Hallyu Mexican Lovers e HallyuMx. Ambos MexiCorea e Hallyu Mexican Lovers são apoiados pelo KOFICE enquanto HallyuMx trabalhou anteriormente com o Centro Cultural Coreano e a Embaixada da República da Coreia no México. 

#### Brasil
Em 2014, o festival musical Music Bank que trouxe vários ídolos: MBLAQ, Ailee, CnBlue, SHINee, B.A.P, M.I.B e Infinite.
O grupo BTS já visitou o Brasil 4 vezes. Em 2014 foi realizado um fanmeeting na Via Marquês, em São Paulo para 1.500 fãs; em 2015 o grupo retornou e dessa vez tocou em um lugar maior, o Espaço das Américas, que contou com a presença de 8000 mil fãs. Em 2017, o BTS retornou ao Brasil, o grupo se apresentou durantes dois dias no City Bank Hall, e contou com a presença de mais de 14 mil pessoas. Em 2019, o BTS esgotou duas datas no estádio Allianz Parque, nos dias 25 e 26 de maio, em São Paulo. Eles vieram com a turnê “Love Yourself: Speak Yourself”.
Em 2021 o Brasil foi o oitavo país que mais comentou sobre o K-Pop no Twitter, atrás de Indonésia, Filipinas, Coreia do Sul, Tailândia e México[[]]. 
Em 2020 a DR Music anunciou que Larissa Ayumi(Leia) faria parte da girlgroup Blackswan, sendo aquela a primeira idol brasileira e latinoamericana no K-pop. Dois anos depois, o grupo passaria a contar com outra integrante brasileira, a Gabi, sendo agora um grupo de estrangeiras no K-pop após a saída de Judy e Youngheun. O grupo também conta com a indiana Sriya e a senegalesa Fatou.

### Europa
Em 2010, tanto o SMTown Live '10 World Tour quanto o Super Junior Super Show 4 Tour foram realizados em Paris.
Em fevereiro de 2011, Teen Top se apresentou na sala de concertos Sala Apolo em Barcelona. Em maio, Rain se tornou o primeiro artista de K-pop a se apresentar na Alemanha, durante o Festival de Música de Dresden. JYJ também se apresentou em Berlim e Barcelona. Big Bang voou para Belfast e ganhou o prêmio de Melhor Artista Mundial durante os MTV EMAs de 2011 na Irlanda do Norte. Na Polônia, a Exposição K-pop Star foi realizada no Centro de Cultura Coreana de Varsóvia.
Em fevereiro de 2012, Beast realizou seu Beautiful Show em Berlim. De acordo com o Berliner Zeitung , muitos fãs que compareceram não eram apenas da Alemanha, mas também de países vizinhos, como França e Suíça.  Também em fevereiro, a Music Bank World Tour atraiu mais de 10.000 fãs ao Palais Omnisports de Paris-Bercy.  Naquele ano, artistas como Beast e 4Minute se apresentaram durante o United Cube Concert em Londres, onde também foi realizado o MBC Korean Culture Festival.  Quando Shinee chegou ao Aeroporto de Londres Heathrow para um concerto noOdeon West End no mesmo ano, parte do aeroporto foi temporariamente invadida por fãs frenéticos. O sistema de reservas do Odeon West End caiu pela primeira vez um minuto após o início das vendas de ingressos, quando o show atraiu uma resposta inesperadamente grande.  Neste momento, Shinee também realizou uma apresentação de 30 minutos no Abbey Road Studio . A demanda de ingressos para esta apresentação foi tão alta que a revista de moda Elle distribuiu quarenta ingressos por meio de uma loteria, e a apresentação também foi televisionada no Japão por seis canais diferentes. Também em 2012, Big Bang ganhou a categoria de Melhor Fã nos Prêmios TRL Italianos. 
Em março de 2022, o KPOP. FLEX aconteceu no Deutsche Bank Park Stadium em Frankfurt , Alemanha. Mais de 65.000 fãs participaram de mais de 80 países diferentes. 

#### Rússia
O K-pop também viu um aumento na popularidade na Rússia. Em 6 de setembro de 2011, 57 equipes de dança participaram do K-pop Cover Dance Festival .  Durante a segunda rodada da competição, Shinee voou para Moscou como juízes, também se apresentando para fãs russos.  No ano seguinte, os jovens russos lançaram a K-Plus, uma revista de cultura coreana, e o número de fãs russos de K-pop foi relatado em 50.000. 
Em 3 de fevereiro de 2014, Park Jung-min se tornou o primeiro cantor coreano a realizar um show solo em Moscou.  no clube Moscow Hall 600 lugar com a turnê "Park Jung Min Reverso Tour".
BAP realizou shows durante sua turnê "Live On Earth 2016 World Tour" no Adrenaline Stadium e sua turnê "2017 World Tour 'Party Baby!'" no YotaSpace. 
Em 6 de junho de 2018, o Got7 se apresentou na sala de concertos Adrenaline Stadium em Moscou para sua turnê "Eyes on You". 
Em 7 de outubro de 2018 Zico durante a turnê "King Of the Zungle" se apresentou no clube ГЛАВCLUB Green Concert em Moscou. 
Em 8 de dezembro de 2018, no canal MTV Rússia, foi lançado o projeto da operadora móvel MTS , MTCamp (a sigla do nome da empresa e a palavra amp e ao mesmo tempo MTV Trainee Camp)  resultado de que é meio ano deve ser a equipe júnior de 5 membros no estilo de k-pop.  O show é apresentado pela patinadora artística Evgenia Medvedeva , uma fã da versão coreana de Exo, Exo-K. O show colabora com a produtora Avex Trax .
Em 15 de julho, "Power" do Exo e "Fake Love" do BTS foram tocados na final da Copa do Mundo de 2018 na Rússia. 
Em 2022, o termo "K pop" foi incluído no dicionário francês Larousse . 

### Médio Oriente
O K-pop se tornou cada vez mais popular no Oriente Médio nos últimos anos, principalmente entre os fãs mais jovens.  Em julho de 2011, os fãs israelenses conheceram o embaixador da Coreia do Sul em Israel, Ma Young-sam, e viajaram para Paris para a SMTown Live '10 World Tour na Europa.  De acordo com o Dr. Nissim Atmazgin, professor de Estudos do Leste Asiático na Universidade Hebraica de Jerusalém, "muitos jovens veem o K-pop como capital cultural - algo que os faz se destacar da multidão." A partir de 2012, existem mais de 5 000 fãs de K-pop em Israel e 3 000 nos territórios palestinos. Alguns dedicados fãs israelenses e palestinos se veem como "missionários culturais" e apresentam ativamente o K-pop a seus amigos e parentes, espalhando ainda mais a onda Hallyu em suas comunidades. 
Em 2012, o número de fãs na Turquia ultrapassou 100 000, chegando a 150 000 em 2013. ZE:A apareceu para um encontro de fãs em Dubai e um show em Abu Dhabi.  No Cairo, centenas de fãs foram ao teatro da Biblioteca Maadi para ver a rodada final do K-POP Korean Song Festival, organizado pela Embaixada da Coreia. Em janeiro de 2018, o grupo masculino Exo foi convidado para Dubai, Emirados Árabes Unidos, para o Dubai Fountain Show. O single "Power" foi a primeira música de K-pop a ser tocada no show da fonte. Em 2019, a boy band BTS foi convidada a se apresentar no King Fahd International Stadium pelo príncipe herdeiro Mohammed Bin Salman. Eles são a primeira boy band a fazer uma turnê solo em estádios na Arábia Saudita. 

### Oceânia
A onda K-pop levou à criação de vários grupos de dança que executam covers de música K-pop e ensinam coreografias de K-pop. Na competição do K-Pop World Festival , AO Crew representou a Austrália três vezes - em 2013, 2014 e 2016.  Além disso, outro grupo de covers de dança, IMI Dance, foi o show de abertura do RapBeat Show em 2017.  Vários estúdios de dança oferecem aulas baseadas na coreografia do K-pop. O grupo de dança Crave NV dá uma aula de K-pop todos os sábados em seu estúdio de dança na Nova Zelândia.  Uma agência com sede em Sydney, The Academy, começou a oferecer campos de treinamento de K-pop e outros programas em 2016. 
Vários ídolos do K-pop vieram da Oceania. Artistas australiano-coreanos incluem Rosé do Blackpink , Kevin Kim do ZE:A, Peter Hyun do One Way , Rome do C-Clown, Bang Chan e Felix do Stray Kids, Hayana do EvoL e Hanbyul do LEDapple. 
Em 2011, o K-Pop Music Festival no ANZ Stadium foi realizado em Sydney, apresentando Girls' Generation, TVXQ, Beast, Shinee, 4minute, Miss A, 2AM e MBLAQ.  Houve também demanda por shows da Nova Zelândia. 
Em agosto de 2012, NU'EST visitou Sydney Harbour e a University of New South Wales , como juízes de um concurso de K-pop que estava sendo realizado lá. No ano seguinte, 4Minute foram jurados no mesmo concurso em Sydney.  Em outubro, Psy excursionou pela Austrália depois que seu single "Gangnam Style" alcançou o número um na Austrália nas paradas ARIA . 
Em maio de 2016, BAP realizou um show em Auckland, tornando-se o primeiro grupo de K-Pop a se apresentar na Nova Zelândia. 
KCON , uma convenção anual de música e cultura K-pop, foi lançada pela primeira vez na Austrália em setembro de 2017. Eles são o sétimo país a sediar a KCON desde 2012.  Foi realizado no Qudos Bank Arena, Sydney. A programação para o evento foi Pentagon, Wanna One, Girl's Day, Cosmic Girls (WJSN), Exo, SF9, Victon, Monsta X e UP10TION.

## Regulamentos
Em 2014, a Coreia do Sul passou de lei para regulamentar a sua indústria de música, protegendo estrelas K-pop menores de idade de práticas de trabalho insalubres e performances abertamente sexualizadas, bem como ações de sensibilização para as regras que garantem o direito de "aprender, descanso e sono." De acordo com o Hollywood Reporter, "o entretenimento da Coreia é notoriamente improvisado e não regulamentado. Na procura de estrelas - muitos dos quais são "ídolos" adolescentes - tem sido conhecido a ensaiar e se apresentar sem dormir".

## Lista de artistas de K-pop

### Solistas Femininas
| Nome          | Ano do Debut Solo | Ref.    |
| ------------- | ----------------- | ------- |
| Ailee         | 2012              | [ 130 ] |
| Alice         | 2010              | [ 131 ] |
| AleXa         | 2016              |         |
| Amber         | 2015              | [ 132 ] |
| Ashley        | 2018              | [ 133 ] |
| Bada          | 2003              | [ 134 ] |
| Baek A Yeon   | 2012              | [ 135 ] |
| BoA           | 2000              | [ 136 ] |
| Chungha       | 2017              | [ 137 ] |
| CL            | 2013              | [ 138 ] |
| Dana          | 2001              | [ 139 ] |
| Elkie         | 2018              | [ 140 ] |
| Esna          | 2015              | [ 141 ] |
| Eugene        | 2003              | [ 142 ] |
| Eunji         | 2016              | [ 143 ] |
| G.NA          | 2010              | [ 144 ] |
| Gain          | 2010              | [ 145 ] |
| Ha:tfelt      | 2014              | [ 146 ] |
| Hara          | 2015              | [ 147 ] |
| Heize         | 2014              | [ 148 ] |
| Hwasa         | 2019              | [ 149 ] |
| Hyolyn        | 2013              | [ 150 ] |
| Hyoyeon       | 2016              | [ 151 ] |
| Hyuna         | 2010              | [ 152 ] |
| IU            | 2008              | [ 153 ] |
| JeA           | 2013              | [ 154 ] |
| Jennie        | 2018              | [ 155 ] |
| Jenyer        | 2016              | [ 156 ] |
| Jessi         | 2005              | [ 157 ] |
| Jessica       | 2016              | [ 158 ] |
| Jieun         | 2009              | [ 159 ] |
| Jimin         | 2016              | [ 160 ] |
| Jooyi         | 2016              | [ 161 ] |
| Kimi          | 2018              | [ 162 ] |
| Lee Hi        | 2012              | [ 163 ] |
| Lee Hyori     | 2003              | [ 164 ] |
| Luna          | 2016              | [ 165 ] |
| Minzy         | 2017              | [ 166 ] |
| Miryo         | 2012              | [ 167 ] |
| MiSo          | 2017              | [ 168 ] |
| Moonbyul      | 2018              | [ 169 ] |
| Narsha        | 2010              | [ 170 ] |
| Nicole Jung   | 2014              | [ 171 ] |
| Oh Ji Min     | 2007              | [ 172 ] |
| Park Bom      | 2009              | [ 173 ] |
| Park Jimin    | 2015              | [ 174 ] |
| Rosé          | 2021              | [ 175 ] |
| Seohyun       | 2017              | [ 176 ] |
| Shoo          | 2010              | [ 177 ] |
| Sojung        | 2017              | [ 178 ] |
| Solar         | 2015              | [ 179 ] |
| Somi          | 2019              | [ 180 ] |
| Sooyoung      | 2018              | [ 181 ] |
| Son Dambi     | 2008              | [ 182 ] |
| Soyeon        | 2017              | [ 183 ] |
| Soyou         | 2017              | [ 184 ] |
| Stephanie     | 2012              | [ 185 ] |
| Sunmi         | 2013              | [ 186 ] |
| Suzy          | 2017              | [ 187 ] |
| Taeyeon       | 2015              | [ 188 ] |
| Tiffany Young | 2016              | [ 189 ] |
| Uhm Junghwa   | 1993              | [ 190 ] |
| Wendy         | 2021              | [ 191 ] |
| Wheein        | 2018              | [ 192 ] |
| YoonA         | 2016              | [ 193 ] |
| Yubin         | 2018              | [ 194 ] |
| Yuri          | 2018              | [ 195 ] |
| Zhang Liyin   | 2006              | [ 196 ] |

### Solistas masculino
| Nome          | Ano do Debut Solo | Ref.    |
| ------------- | ----------------- | ------- |
| Baekhyun      | 2019              | [ 197 ] |
| Bobby         | 2016              | [ 198 ] |
| Chen          | 2019              | [ 199 ] |
| Daesung       | 2008              | [ 200 ] |
| Dawn          | 2019              | [ 201 ] |
| G-Dragon      | 2009              | [ 202 ] |
| Hero Jaejoong | 2013              | [ 203 ] |
| Henry Lau     | 2013              | [ 204 ] |
| Holland       | 2018              | [ 205 ] |
| Hoya          | 2018              | [ 206 ] |
| J.Y.Park      | 1992              | [ 207 ] |
| J-Hope        | 2018              | [ 208 ] |
| Jay Park      | 2009              | [ 209 ] |
| Jo Kwon       | 2010              | [ 210 ] |
| Jonghyun      | 2015              | [ 211 ] |
| Jun.K         | 2011              | [ 212 ] |
| Jun Jin       | 2006              | [ 213 ] |
| Junho         | 2013              | [ 214 ] |
| K.Will        | 2007              | [ 215 ] |
| Kai           | 2020              | [ 216 ] |
| Kangta        | 2001              | [ 217 ] |
| Kim Dongwan   | 2007              | [ 213 ] |
| Key           | 2018              | [ 218 ] |
| Kyuhyun       | 2014              | [ 219 ] |
| Lay Zhang     | 2016              | [ 220 ] |
| Lee Hyun      | 2009              | [ 221 ] |
| Leo           | 2018              | [ 222 ] |
| Max Changmin  | 2015              | [ 223 ] |
| Mino          | 2016              | [ 224 ] |
| One           | 2017              | [ 225 ] |
| Onew          | 2018              | [ 226 ] |
| Psy           | 2001              | [ 227 ] |
| Rain          | 2002              | [ 228 ] |
| Rap Monster   | 2015              | [ 229 ] |
| Ravi          | 2016              | [ 230 ] |
| Ryeowook      | 2016              | [ 231 ] |
| Samuel        | 2017              | [ 232 ] |
| Seo Taiji     | 1998              | [ 233 ] |
| Seungri       | 2011              | [ 234 ] |
| Seven         | 2003              | [ 235 ] |
| Suga          | 2016              | [ 236 ] |
| Suho          | 2020              | [ 237 ] |
| T.O.P         | 2010              | [ 238 ] |
| Tablo         | 2011              | [ 239 ] |
| Taemin        | 2016              | [ 240 ] |
| Taeyang       | 2008              | [ 241 ] |
| U-Know Yunho  | 2015              | [ 242 ] |
| Woohyun       | 2016              | [ 243 ] |
| Wooyoung      | 2012              | [ 244 ] |
| Yesung        | 2016              | [ 245 ] |
| Yoon          | 2013              | [ 246 ] |
| Zhou Mi       | 2014              | [ 247 ] |
| Zion.T        | 2013              | [ 248 ] |

### Solistas Semi Relacionados ao K-pop
| Nome    | Ano do Debut | Ref.      |
| ------- | ------------ | --------- |
| Dean    | 2015         | Masculino |
| Insooni | 1983         | Feminino  |